# Lago Parima
El lago Parima o Manoa  (en inglés: Lake Parime; en portugués: Lago Parime) es un lago legendario que se presume ubicado en América del Sur. Era conocido por ser el lugar de ubicación de la ciudad de El Dorado, también llamado Manoa, y codiciado por los exploradores europeos. Los repetidos intentos por encontrar el lago no pudieron confirmar su existencia y fue clasificado como un mito, junto con la ciudad. La búsqueda del Lago Parima llevó a exploradores a trazar los ríos y otras características geográficas del sur de Venezuela, el norte de Brasil y el suroeste de Guyana, antes de que la existencia del lago fuera refutada definitivamente en el siglo XIX. Algunos exploradores, como Humboldt y Schomburgk, propusieron que la inundación estacional de la sabana del Rupununí pudo haber sido identificada erróneamente como un lago. Investigaciones geológicas recientes sugieren que pudo haber existido un lago en el norte de Brasil, pero que se secó en algún momento del siglo XVIII. Se cree que "Manoa" (en Lenguas arahuacas) y "Parima" (en Lenguas caribes) significan "gran lago". Otros dos lagos míticos, Lago Xarayes o Xaraiés (hoy región de Pantanal) y el Lago Casipa, se representan a menudo en los primeros mapas de América del Sur.
Fue en el año de 1541 en Quito cuando cobró más fuerza el mito de “El Dorado” gracias a cronistas como Pedro Cieza de León, Juan de Castellanos y Gonzalo Fernández de Oviedo. El cronista Gonzalo Fernández de Oviedo también narró la historia de un jefe indio que en un principio se untaba con una resina para luego hacerse espolvorear por todo el cuerpo una cantidad considerable de oro en polvo. Supuso entonces Oviedo que para darse tal lujo este jefe indio tendría que provenir de una región geográfica con una abundantísima cantidad de oro. Pedro Cieza de León también relató cómo el hermano menor de Francisco Pizarro, Gonzalo, hizo los arreglos para marchar en una expedición en búsqueda de la tierra del oro y la canela; tierra esta, que según los relatos y comentarios que se hacían en Quito en esa época, se encontraba en las inmediaciones de un gran lago salado. Posteriormente, en 1542, en una carta dirigida al rey de España, Gonzalo Pizarro relacionaría por primera vez al hombre Dorado con un lago.
Al igual que Pizarro, Gonzalo Jiménez de Quesada también tenía una gran atracción por los lagos, ya que, según él, en algunos de ellos se producirían los panes de sal que tanto le obsesionaban y que los muiscas comerciaban por oro. Los indígenas le habían informado a Quesada acerca de la existencia de un gran lago salado, en cuyas márgenes se encontraba también un poblado con innumerables riquezas. Para 1580 este lugar, donde se encontraría este mítico “Dorado”, el cual nadie había visto, era el único objetivo de la mayoría de los aventureros y conquistadores llegados al Nuevo Mundo. De esta forma, personajes como Gonzalo Pizarro, Jiménez de Quesada y Sebastián de Belalcázar, seguidos de cerca por Cieza de León, Fernández de Oviedo y Juan de Castellanos, se convirtieron en las fuentes originales de la leyenda.
Fue Jiménez de Quesada quien también describe, en su Epítome de la conquista del Nuevo Reino de Granada de 1539, que los muiscas veneraban los lagos, al igual que al sol, la luna y las estrellas. Asimismo, Quesada aseguraba que los muiscas hacían ofrendas en estos lagos, arrojando todo tipo de piedras preciosas y oro, hecho del cual también se ocupó otro cronista, Juan de Castellanos. Él conocía a casi todos los conquistadores, y contribuyó a alimentar aún más la leyenda de El Dorado, en especial a raíz de las historias acerca de estas ofrendas.
En la actualidad, gracias a estudios arqueológicos, se sabe que las principales lagunas de adoración fueron la Laguna de Guatavita, Ubaque, Siecha, Guasca y Teusacá. En ellas los Muiscas celebraban ceremonias y hacían grandes procesiones, empleando caminos especialmente construidos para ello, realizando ofrendas de objetos votivos: oro, esmeraldas, cerámicas, así como cuentas de collar elaboradas de conchas marinas y piedras semipreciosas. En 1856 se encontró una balsa Muisca elaborada en oro en las cercanías de las laguna de Siecha, la cual lamentablemente desapareció en su traslado desde Colombia al Museo de Berlín, motivado al incendio y posterior hundimiento del barco que la trasladaba. Otra balsa similar fue hallada en 1960, pero esta vez en el interior de una cueva, dentro de una vasija de cerámica, en el municipio de Pasca, en Cundinamarca. Esta pieza de orfebrería, de origen Muisca, se estima que fue elaborada entre los años 600 y 1600 d. C. mediante la técnica de cera perdida. Resulta evidente que la misma representa una ceremonia religiosa, la cual, por las características de la balsa, se situaría en un lago. 

## Primeros intentos de descubrimiento

### Antonio de Berrío, 1582

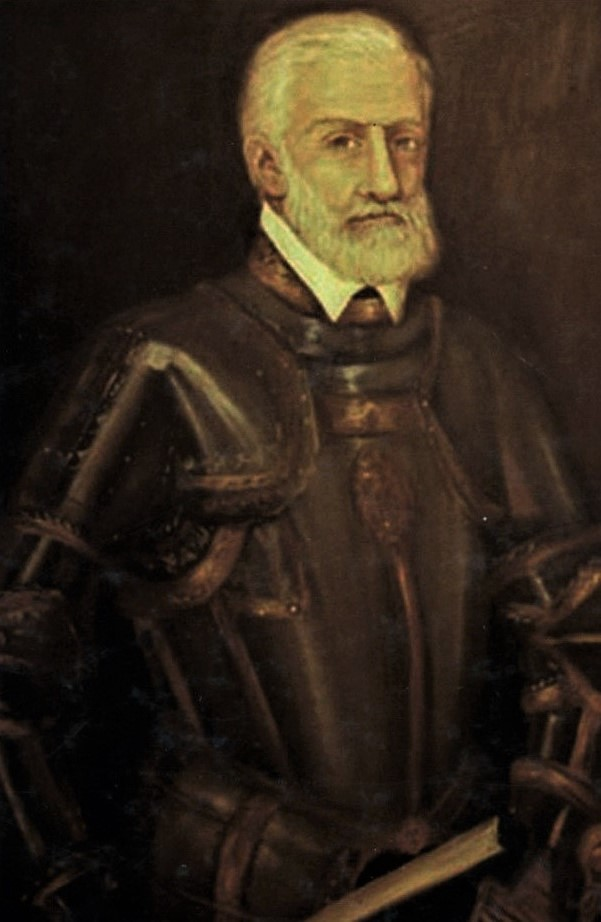
Capitán Antonio de Berrío, 1527-1579. El capitán Berrío supo antes que nadie, gracias a informaciones de indígenas, que detrás de una cordillera que podía verse en el horizonte, al sur del río Orinoco en la provincia de Guayana, existía una laguna rodeada de grandes poblados. Imagen ©Museo nacional de Colombia.

Antes de su muerte, Gonzalo Jiménez de Quesada, quien no tenía herederos directos, nombró a un capitán, Antonio de Berrío, como su sucesor en la Gobernación de El Dorado, que la obtuvo principalmente por estar casado con María de Oruña, sobrina de Jiménez de Quesada. Hacia 1582 comenzó Antonio de Berrio una jornada en búsqueda de El Dorado, con 80 hombres, 500 caballos y gran cantidad de ganado. Luego de un recorrido a través de los llanos, Berrío alcanzó finalmente el río Meta en febrero de 1584. Alonso de Pontes, el cronista de Berrío, describió que durante esta jornada se toparon con los indios “Axaguas o Achaguas”, quienes no solo eran afables, sino dados al comercio. Uno de estos indios, de nombre Guaricabo, les contó la historia de un pueblo únicamente de mujeres muy blancas y muy agresivas, localizadas a cinco días de distancia hacia el este.
En esta jornada supo Berrío supo, de boca de los indios, que a cierta distancia, allende unas montañas que podían verse en el horizonte, pasando el río Orinoco en la provincia de Guayana, había una cordillera detrás de la cual quedaba una laguna grandísima, donde existían grandes poblaciones y un gran número de indios con grandes riquezas de oro y piedras preciosas. De igual forma el padre Joseph Gumilla refiere que en estas montañas se encontraba el Lago Manoa, un lago salado de grandes proporciones, tan grande que los indios tardaban tres días en cruzarlo con sus canoas: “dicen que una vez cruzado este lago, estos territorios se extienden hacia el río Marañón”. De acuerdo con Gumilla, en lengua Achagua, Manoa-yùna significa “que no derrama”, siendo este el nombre que dan a todas las lagunas, de tal forma y según relata Gumilla, que la ciudad de Manoa es lo mismo que “la ciudad de la laguna”.
Anteriormente a la jornada de Berrío, el gobernador de la Margarita, Juan de Salas, también había referido la existencia de oro en la provincia de Guayana gracias a las noticias que obtuvo de los indios arahuacos, quienes llegaban a la isla en busca de pertrechos. En este sentido, en un documento fechado en 1538, escribió cómo ”Mas allá de la cordillera, que no es muy grande, en un extremo, hay muchos poblados y un lago enorme en aquella llanura, que tiene una anchura de seis leguas y la misma longitud. Dentro hay muchas islas, de una o dos leguas. Hay muchos poblados en su interior, y en la tierra firme que la rodea. En tierra firme y en una de las islas esta la forja donde hacen la fundición”.  Un lugarteniente de Berrío, Domingo de Vera Ibargoyen, luego de una incursión por la Guayana, contó a Berrío, en una carta fechada en mayo de 1593, acerca su contacto con numerosos pueblos indígenas del interior de la Guayana. En uno de estos poblados, un cacique de nombre Parigua le describió que, a cierta distancia de donde se encontraban, se hallaba la provincia de Mucuraguaray en la cual había unos indígenas con los que tenían guerra. Más allá de esta provincia se hallaba otra de nombre Guayacapari, a corta distancia del río Marañón. Pasadas estas provincias, el cacique relató que existe una laguna grande y salada a la que ellos llaman mar, la cual está poblada por muchísimos indígenas. El cacique continuó indicando que a esta laguna llegaron numerosas gentes vestidas, las cuales pelearon con las de la laguna para asentarse finalmente entre ellos. Relata además que estos indios traen oro en las narices, los pechos, los brazos y las piernas.
En 1595, y ya con poco a capital para continuar con sus expediciones, Berrío decidió mandar a Vera a España con la idea de traer recursos y hombres que le permitiesen hacer una última acometida para conquistar las elusivas tierras de El Dorado. Para el año de 1595 Berrío se encontraba en Trinidad, aguardando la llegada de noticias de España, cuando en el horizonte aparecieron unas naves inglesas capitaneadas por Sir Walter Raleigh, las cuales, luego de varios intentos de hablar con él, y ante la negativa de este, decidieron atacar San José de Oruña y capturar al propio Berrío.

### Walter Raleigh, 1595

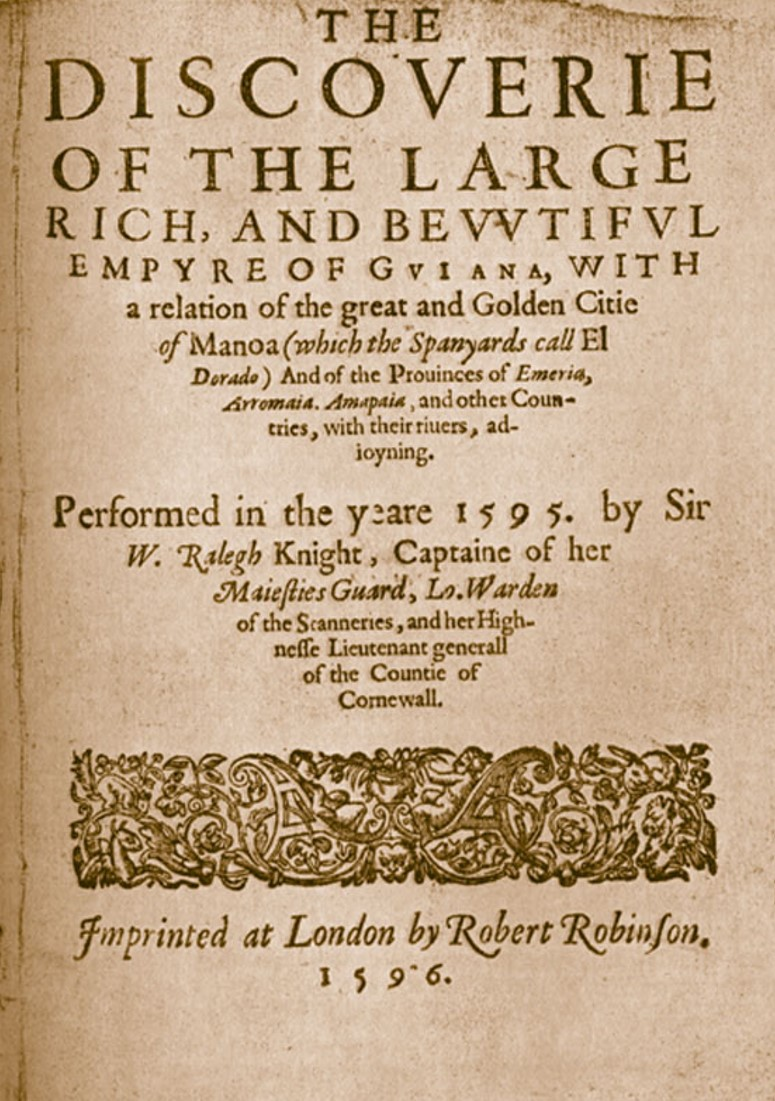
Primera página del libro The Discovery de 1596, escrito por Walther Raleigh, quien exploró muy poco el territorio de Guayana, por lo que la mayor parte de sus informaciones provenían de los españoles, así como de otras fuentes indígenas. Como resultado de esta publicación, todos los mapas europeos mostraron el lago Parima en el Nuevo Mundo a partir de entonces.

Gracias a la información que obtuvo de las cartas enviadas por Domingo de Vera y Antonio de Berrio a Felipe II de España fechadas entre 1593-1595, además del cuestionamiento que le hizo personalmente a Berrío durante su cautiverio en Trinidad, sumado a declaraciones hechas por Pedro Sarmiento de Gamboa, y muy probablemente también por aquellas otras informaciones que obtuvo de parte de los indígenas cuando se encontraba en el río Orinoco, resulta improbable que Walter Raleigh no haya elaborado un mapa con todas estas informaciones, pues en su libro The Discovery  no solo describe muy bien el territorio guayanés a su paso por este, sino que además determinó que la ciudad de El Dorado se encontraba a orillas de un lago salado de 200 leguas, al cual llama “otro mar Caspio” localizado justo en el corazón de Guayana en el sureste de la actual Venezuela. 
Luego de leer The Discovery, se puede apreciar de que la mayor parte de la información que aporta Raleigh proviene de fuentes españolas. Entonces, luego de la segunda mitad del siglo XVI, los mapas tempranos del continente sudamericano apenas comienzan a representar poblados a lo largo de la costa y el interior de tierra firme. Este hecho demuestra que para ese momento, los españoles tenían muy poco conocimiento del territorio. Motivados asimismo por las rivalidades con otras naciones europeas, los españoles no solo consideraban todos sus mapas estratégicos, sino además secretos. Estas características no hubiesen sido muy diferentes en un mapa hecho por Raleigh, quien con toda seguridad realizó uno e incluso pudo pensar en incorporarlo a su libro The Discovery. No obstante, la historia demuestra que al final esto no ocurrió. Raleigh tal vez pensó que era mejor idea mantenerlo en secreto, pues este podía caer en manos del enemigo. De acuerdo con los comentarios que hace Raleigh en su libro The Discovery, así como en la carta que este le escribe a Sir Robert Cecil, este mapa lo terminó de realizar muy probablemente a la par de su libro en 1595.

### Lawrence Kemys, 1596

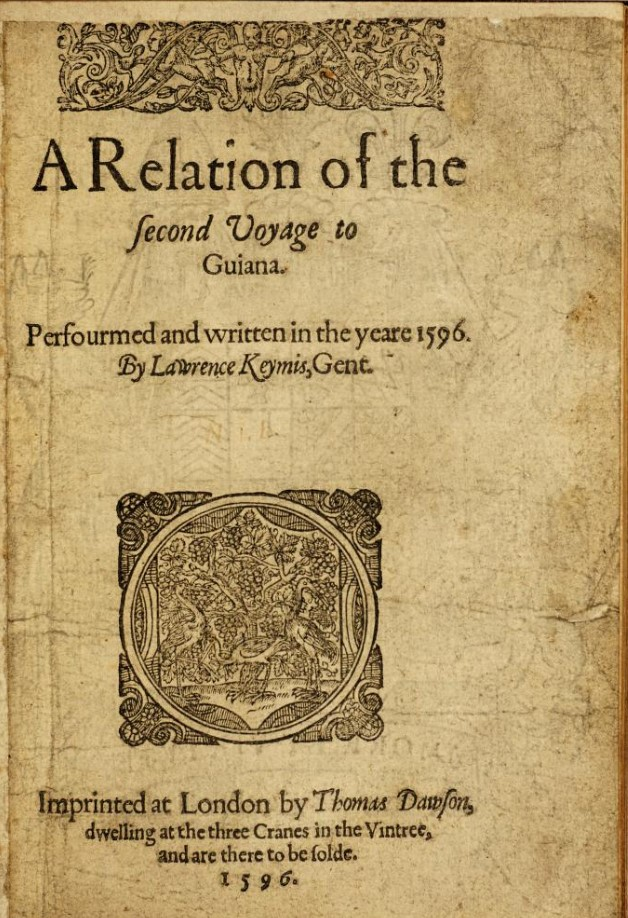
Portada del libro de Kemys dando relación de su segundo viaje a Guayana en 1596 en búsqueda del lago Parima. En su relación del viaje, Keymis expresó la opinión de que se podría llegar a Manoa a través del río Essequibo, al cual denominó río “hermano del Orinoco”. Su informe mencionaba al "Lago Parima" en algún lugar entre las fuentes de los ríos Essequibo y Rupununi, información que usó posteriormente Thomas Harriot para elaborar su mapa.

En su A relation of the second voyage to Guiana, o Relación del segundo Viaje a Guiana, Kemys nota, además de las incursiones que realizó él mismo, que envió a uno de sus capitanes, Leonard Berry, a explorar el río Región de Berbice Oriental-Corentyne o Esequibo, cosa que hizo hasta que los rápidos lo detuvieron. Kemys opinaba que se podría llegar a Manoa a través de este río, al cual llamó río “hermano del Orinoco”. Su informe mencionó un "Lago Parima" en algún lugar entre las fuentes de los ríos Esequibo y Rupununi. Poco después, los cartógrafos en Europa continuarían mostrando la ubicación de este lago y la ciudad de Manoa en casi todos los mapas de la región de Guayana. El mapa de Jodocus Hondius de las Guayanas presentó los nombres de los ríos enumerados por Lawrence Kemys. Curiosamente, casi todos estos lagos y ríos aún se mencionan hoy día. Cabe destacar que además de los ríos que exploró, Kemys enumeró los nombres de las naciones indias que habitaban todos estos ríos, sus pueblos e incluso los líderes o capitanes de cada tribu.

## Los primeros mapas

### El mapa de Walter Raleigh, 1595
Como resultado de la publicación del libro de Walter Raleigh El Descubrimiento del gran Rico y hermoso imperio de Guayana en 1596, aparecieron varios mapas que representaban un lago extraño en toda la Europa de los siglos XVI y XVII. Uno de los primeros fue confeccionado por Jodocus Hondius y publicado en 1596 con el nombre de “Nieuwe Caerte van het Wonderbaer ende Goudrycke Landt Guiana”. Este mapa muestra un lago alargado al sur del Orinoco, con un asentamiento llamado Manoa en la orilla septentrional. El mapa de Hondius fue reproducido posteriormente por Theodore de Bry y publicado en su popular “Grands Voyages” en 1599. Cuando Hondius sacó una edición completamente revisada del Atlas de Mercator en 1606, esta incluía un mapa de América del Sur que presentaba el Lago Parima con la mayor parte al sur del Ecuador.
Gracias a las informaciones obtenidas por los españoles, además de las declaraciones hechas a los ingleses por Pedro Sarmiento de Gamboa, es casi seguro que Walter Raleigh preparó un mapa. Este mapa de Raleigh estuvo perdido durante 273 años, hasta que el Museo Británico lo compró accidentalmente entre un lote de documentos antiguos en 1849. En consecuencia, el mapa no fue conocido por los exploradores Alexander von Humboldt o Robert Schomburgk, quienes de seguro exploraron el continente sudamericano basados en notas de Raleigh, cuyas informaciones pusieron a prueba durante sus expediciones en el continente sudamericano a comienzos del siglo XIX. En el Museo Británico se encuentra el mapa manuscrito, elaborado sobre un fino cuero de animal, que mide 68,5 cm de alto por 76,6 cm de largo. Este mapa fue catalogado por el Museo Británico bajo el código “Add, MS. 17940” y el mismo coincide en su caligrafía con el de Raleigh.

### El mapa de Thomas Harriot, 1596

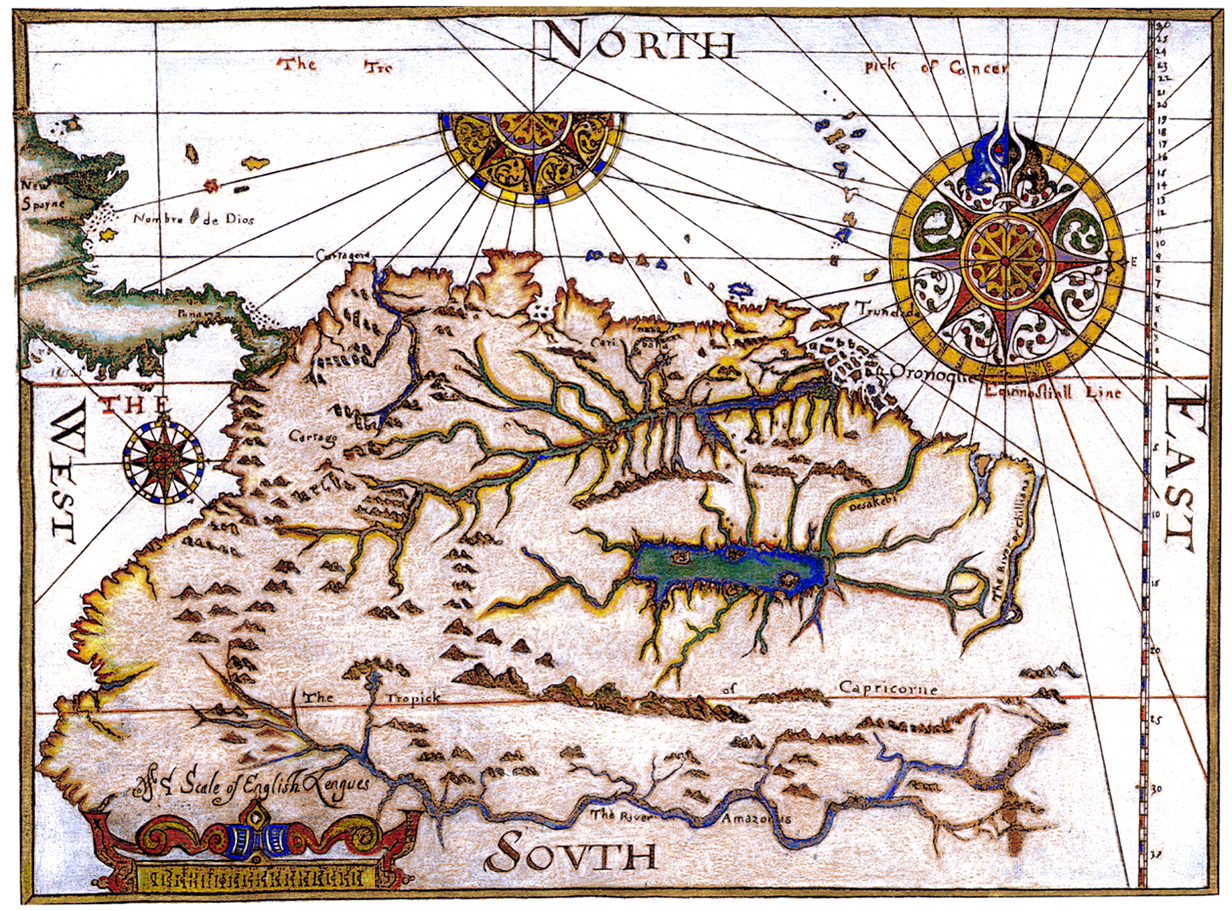
Este mapa de Thomas Harriot se atribuye de igual manera a Walter Raleigh, quien lo comisionó a Harriot luego del segundo viaje de Lawrence Kemys. En el se aprecia el lago Parima conectado al río Essequibo. Este mapa de Harriot también permaneció oculto por casi 400 años, apareciendo brevemente en 1928, para luego desaparecer y reaparecer nuevamente en 1990, en un catálogo de subastas de Sotheby's, del cual fue copiado y transcrito. Actualmente se cree que está en manos de un coleccionista privado. Imagen tomada de Pérez-Gómez et al., 2019.

La elaboración de un segundo mapa del Lago Parima, tal vez bajo la dirección de Raleigh, se atribuye a Thomas Harriot (1560-1621), un famoso matemático y cartógrafo de esa misma época, quien a su vez fue protegido de Raleigh. En este mapa se especula que Harriot agregó algunas observaciones adicionales a la información de la “Carta principal” elaborada por el propio Raleigh. Raleigh había confiado a Lawrence Kemys la exploración del interior de Guayana en 1595, la cual emprendió Kemys navegando por el río Esequibo (Kemys 1596). Kemys, bajo el mando de Raleigh, hizo referencia a las observaciones de Harriot en su segundo viaje a Guayana en 1596. En algún momento entre agosto y noviembre de 1595, Raleigh informó a Sir Robert Cecil de que estaba creando "un gran mapa" con la ayuda del matemático Thomas Harriot, el cual deseaba mantener en secreto. Este mapa se hizo muy posiblemente en 1596, basándose en las notas de Raleigh además de los "descubrimientos" adicionales hechos por Kemys en la región. 
Durante su exploración de la costa entre el Amazonas y el Orinoco, el capitán Kemys visitó 52 ríos y afirmó haber descubierto 40 de ellos. Además, cartografió la localización y los nombres de las naciones indígenas, sus pueblos, ciudades, así como los líderes o capitanes por río. Kemys también preparó informes geográficos, geológicos y botánicos del país, incluso enviando a uno de sus capitanes, Leonard Berry, a explorar el río Corentyne, lo que hizo hasta que los rápidos lo detuvieron. En su informe, Kemys expresó la opinión de que se podría llegar a Manoa a través de los ríos Corentyne o Esequibo. Su informe nombró al "Lago Parima" como la ubicación de Manoa, y poco después, los cartógrafos en Europa mostraron la situación de este lago y ciudad en sus mapas de la región de Guayana.

### El mapa de Jodocus Hondius, 1598

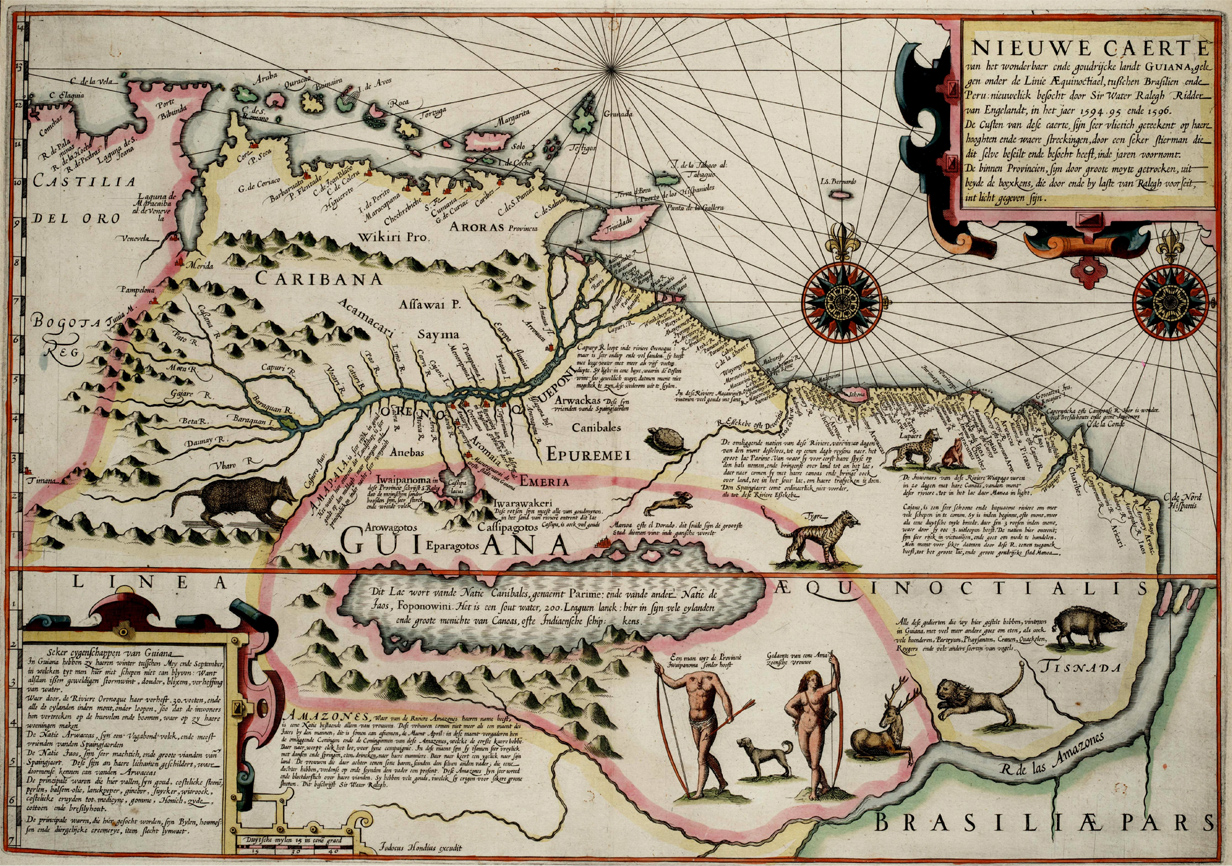
“De Custen van dese caerte, sijn seer vlietich geteekent op haere hooghten ende waere streckingen, door een seker stierman die dit selve beseilt ende besocht heest, inde jaren voornomt”: traducido como: “Las costas que se muestran en esta carta, están dibujadas diligentemente en las elevaciones/latitudes y las longitudes correctas, por un cierto navegante que navegó y visitó personalmente esta área en los años mencionados anteriormente” – esta nota respalda la hipótesis acerca de la transmisión de documentos o mapas que fueron hechos por William Downe, capitán al servicio de Raleigh, y que fueron adquiridos de alguna forma posteriormente por Jodocus Hondius, ya que este nunca viajó al Nuevo Mundo.

A pesar de que Raleigh fue el principal promotor de la leyenda del Lago Parima y de la ciudad de Manoa y de haber producido su extraordinario y minucioso mapa, irónicamente no fue el primero en publicarlo. La primera publicación conocida fue del cartógrafo holandés Jodocus Hondius (1563-1612), conocida como “Nieuwe Caerte van het Wonderbaer ende Goudrycke Landt Guiana en 1598. Se cree que Hondius elaboró su mapa basándose en una copia del mapa de Raleigh que el cartógrafo había obtenido mientras vivía en Londres, al igual que gracias a los relatos tanto de Lawrence Kemys como de las informaciones de William Downe, quien fue capitán del barco Discovery durante la segunda de las expediciones de Kemys a Guayana en 1596.
Como se indica con mayor detalle en una parte del mapa, la evidencia, escrita en holandés – “De Custen van dese caerte, sijn seer vlietich geteekent op haere hooghten ende waere streckingen, door een seker stierman die dit selve beseilt ende besocht heest, inde jaren voornomt” y traducida como: “Las costas que se muestran en esta carta, están dibujadas diligentemente en las elevaciones/latitudes y las longitudes correctas, por un cierto navegante que navegó y visitó personalmente esta área en los años mencionados anteriormente” – esta nota respalda la hipótesis acerca de la transmisión de documentos o mapas que fueron hechos por William Downe, y que fueron adquiridos de alguna forma por Jodocus Hondius.

### El mapa de Theodor de Bry, 1599

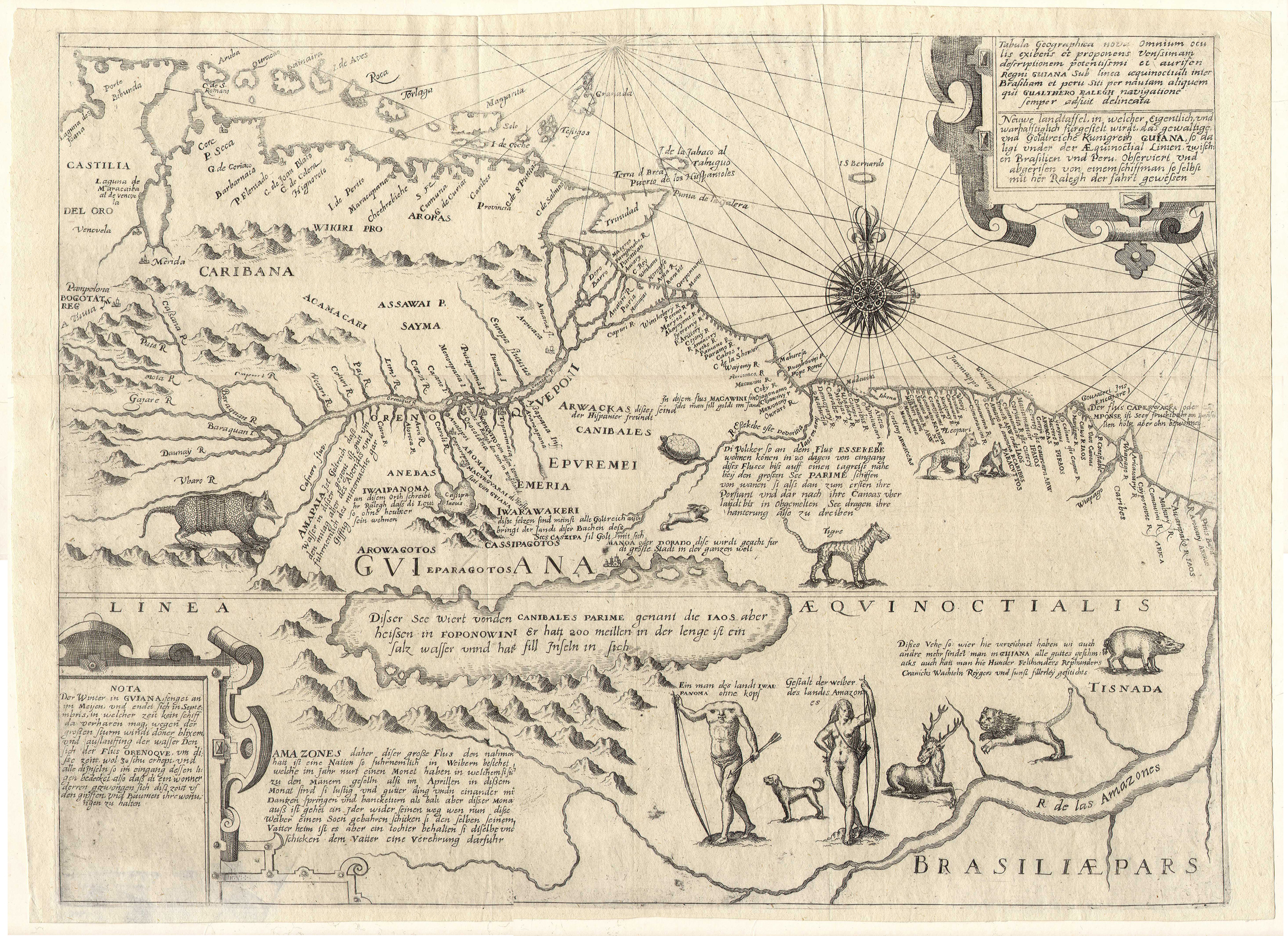
Este mapa, que elabora de Bry junto con Johann Israel y que publica hacia 1599, es una copia casi exacta del mapa de Hondius, pero a dos colores, omitiendo parte de la información que refiere Hondius en su mapa, el cual incluye también a los Blemias, hombres acéfalos con el rostro a la altura del pecho, los cuales, como describe Mandeville, habitan una isla hacia el Oriente.

Theodor de Bry (1528-1598) inició la publicación de su colección de viajes después de una visita a Inglaterra en 1587, donde conoció al geógrafo Richard Hakluyt, quien estaba preparando su propia descripción de los viajes en el Nuevo Mundo. Este trabajo de Hakluyt impresionó tanto a de Bry que ello lo motivó a publicar su propia colección de viajes. Fueron muchos los mapas y dibujos ilustrados realizados por Theodor de Bry, en su gran mayoría como apéndices finales a los textos que iluminan su serie América 1590-1634, más conocida como Los viajes a las Indias Occidentales o Grands Voyages. Estas imágenes se inspiraron en numerosos relatos de viajeros que exploraron América durante el siglo XVI, como Las cartas de Américo Vespucio (Florencia, 1500-1503), La historia del Nuevo Mundo (Venecia, 1565) del milanés Girolamo Benzoni y el libro The Discovery  de Sir Walter Raleigh (Raleigh, 1596). 
Las obras de de Bry fueron asombrosamente populares e influyentes, y la iconografía difundida a través de la compilación de relatos de viajes de de Bry dominó la visión europea del Nuevo Mundo y las Indias Orientales durante más de un siglo después de su publicación. En esta obra se representaron tanto las conquistas y exploraciones geográficas como los contactos entre los europeos y los amerindios. De acuerdo con John H. Elliot: “Era muy frecuente acudir a las ilustraciones de Theodor de Bry para conocer las apariencias y costumbres de los indios americanos”; ilustraciones similares a aquellas que figuran en el mapa de Hondius, así como en el mapa de de Bry junto con Johann Israel. 

### El mapa de Hessel Gerritsz, 1625

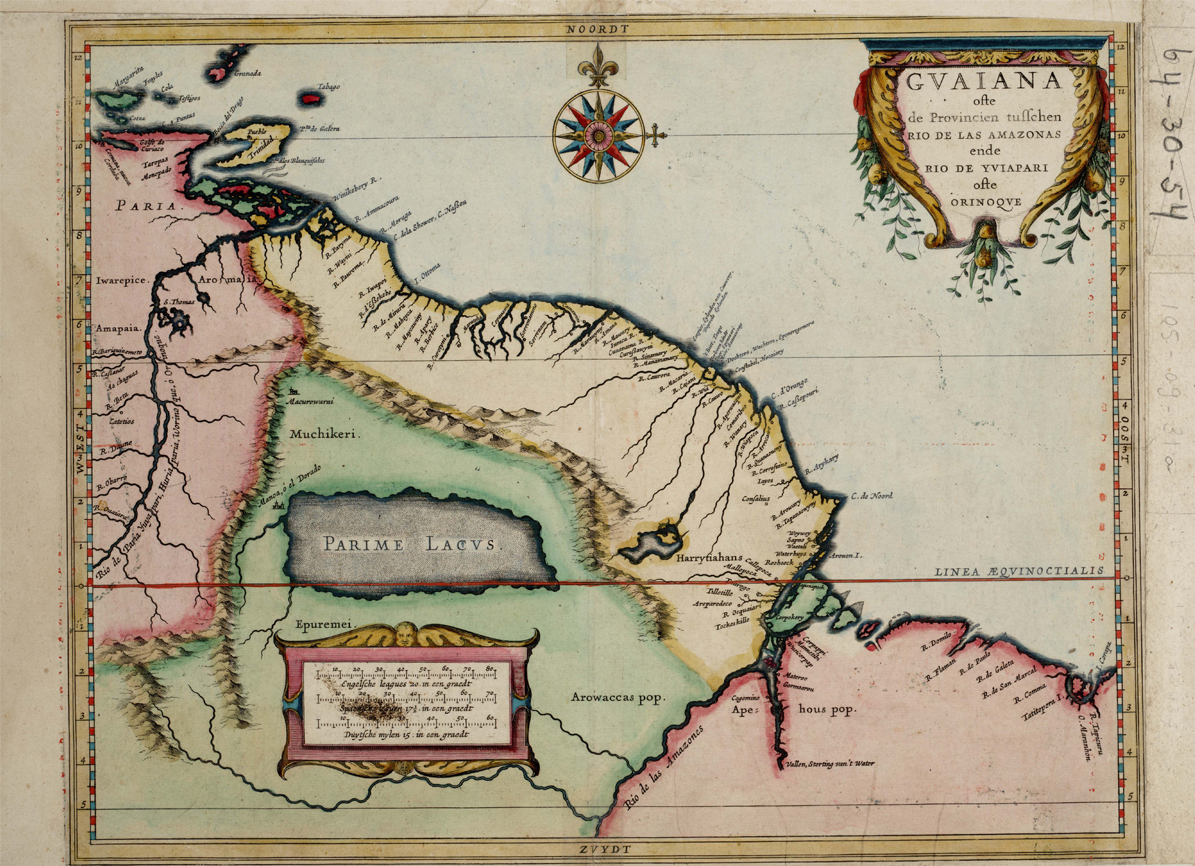
En 1628 Guerritsz se unió a un viaje a las Américas que resultó en la elaboración y publicación varios mapas importantes, uno de los cuales sería publicado más adelante por Joannes de Laet en su libro “Beschrljvinghe van West-Indien” de 1630, el cual sería copiado luego agresivamente por los talleres de Blaeu y Hondius.

Hessel Gerritsz (1581-1632) fue un cartógrafo además de grabador y editor holandés del siglo XVII, quien trabajó en Ámsterdam a finales del siglo XVI y principios del siglo XVI. Gerritsz se encuentra entre los geógrafos holandeses más destacados del siglo XVII. Nació en la ciudad de Assum, entre los municipios de Beverwijk y Uitgeest en el norte de Holanda en 1581. De joven se mudó a Alkmaar como aprendiz de Willem Blaeu (1571-1683), a quien siguió posteriormente a Ámsterdam. Para 1610 ya contaba con su propio taller; sin embargo, permaneció junto a Blaeu, quien publicó muchos de sus mapas. En octubre de 1617 fue nombrado primer cartógrafo oficial de la Compañía Neerlandesa de las Indias Orientales (VOC). Esta posición estratégica le ofreció un acceso sin precedentes a los datos cartográficos más avanzados y lejanos de la Edad de Oro holandesa. A diferencia de muchos cartógrafos de su época, Gerritsz era más que un amante del mundo; era un simple erudito que mostraba una verdadera fascinación por aprender más del mundo que estaba cartografiando de manera práctica. 

### Los mapas de Willem Janszoon Blaeu, 1630-1650

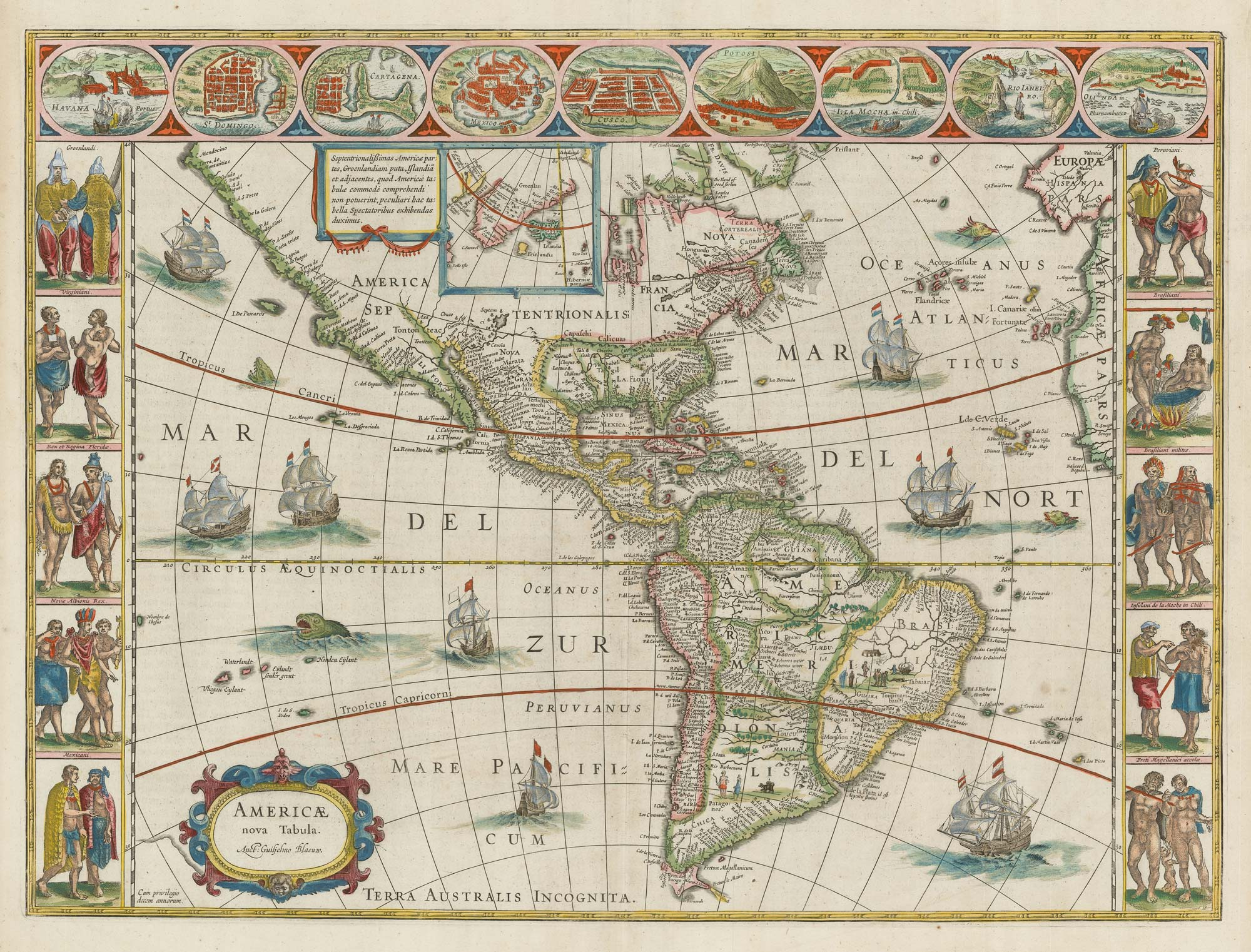
En 1629 surgió cierta consternación en la familia Hondius cuando Willem Jansz Blaeu, sin el conocimiento de Henricus Hondius (1573-1650) y su yerno Johannes Janssonius (1588-1664), compró cerca de 37 planchas de cobre del Mercator Atlas de Jodocus Hondius II, que murió en ese mismo año. Esto le permitió a Willem Jansz Blaeu publicar su primer atlas en el “Apéndice Atlantis”, que contenía 60 mapas, de tal forma que muchos o tal vez la mayoría de sus mapas son copia de aquellos elaborados primeramente por Hondius.

En 1634 Blaeu publicó el primero de sus dos volúmenes de su atlas mundial planificado, Atlas Novus o Theatrum Orbis Terrarum, en cuya obra se incluyó el mapa de Guayana. Fue similar a lo publicado por Johannes de Laet en su libro Beschrljvinghe van West-Indien, de 1630, pero un tanto más grande. El mapa de Guayana de Blaeu por cierto resulta exactamente igual al mapa de Jodocus Hondius II. En una estratégica movida, Blaeu compró cerca de 37 planchas de cobre del Mercator Atlas de Jodocus Hondius II, que luego publicó. Los mapas que vienen luego, si bien son copias de Blaeu, no cambian el hecho de que el original fuera hecho por Hondius II. Habiéndose publicado la obra de Blaeu, a continuación Henricus Hondius hizo grabar inmediatamente el mismo mapa, de modo que este también se parece al mapa de Jodocus Hondius II como si se tratara de dos gotas de agua. Willem Blaeu utilizó por última vez este mapa representado en su edición del Atlas Novus de varios volúmenes de 1655. Los numerosos ríos indicados en la zona costera de estos mapas son sorprendentes. Por otra parte, el interior de Guayana continúa dominado por el Lago Parima y la ciudad de El Dorado, de manera similar a aquellos mapas más antiguos del continente americano realizados por Jodocus Hondius. Entre ellos destacan America (1609) y América Noviter Delineata (1618), este último reproducido posteriormente con adiciones por Henricus Hondius en 1631 y Matthäus Merian en 1634, al igual que por Willem Janszoon Blaeu en 1650, quien lo denominaría Americae Nova Tabula.

## Las expediciones durante elsigloXVII

### Thomas Roe, 1610
Una de estas incursiones, luego de las expediciones de Raleigh en 1595 y Lawrence Kemys en 1596, sería la del inglés Sir Thomas Roe en 1610. Thomas Roe (1581-1644) nació cerca de Wanstead en Essex y fue nombrado caballero por el rey Jacobo I en 1605. Roe no solo figuraría en su primera aventura colonial en asociación con Raleigh y el conde de Southampton, sino que al momento de su primer viaje a Guayana llama la atención que apenas tenía unos veintinueve años. En 1609 hizo preparativos para una extensa exploración de la costa de Guayana con miras a encontrar una ruta hacia el Lago Parima. Para este propósito, él y sus propios amigos, incluido Raleigh, le proporcionaron la financiación necesaria para su expedición a la Guayana. El 24 de febrero de 1610 zarpó Roe con dos barcos de Dartmouth, y dos meses después llegó a la desembocadura del río Amazonas, donde navegó unas 300 millas río arriba, planeando entrar en Guayana por el río Esequibo más tarde. Roe encontró que el territorio amazónico que exploraba era lo suficientemente amigable para asentar colonos allí. Sin embargo, encontró problemas para obtener alimento de parte de los indígenas, quienes poco contribuyeron a su empresa. No obstante, Roe estableció allí una colonia con al menos unos 20 hombres.
La relación que se tiene de la expedición de Thomas Roe resulta muy poco detallada, sobre todo a raíz de la carta que escribió a Sir Robert Cecil estando en Trinidad. Roe suprime en esta carta, con un gesto hábil, todas las noticias relativas al verdadero propósito de su viaje: obtener nueva información valiosa sobre la Guayana. Tal vez pensó que no era seguro confiar tales asuntos a una carta que podría extraviarse. Quizás pudo haber pensado también que los resultados de una expedición, cuyo equipamiento había costado casi 2.000 libras esterlinas, tampoco deberían revelarse a nadie más que a sus propios socios, y porque se sabe que Robert Cecil no era uno de estos. Cualquiera que haya sido su razón, no dijo nada en concreto. Este hecho sugiere que Thomas Roe guardó mucha información para sí mismo. Sin embargo, a pesar de su meticulosa exploración, y del hecho de no haber revelado más información a Cecil, no cabe duda de que tanto la ciudad de Manoa, como el Lago Parima, eran sus principales objetivos. En todo caso, y al final de su viaje, Thomas Roe no encontraría oro y mucho menos el tan ansiado acceso fluvial al Lago Parima. Su regreso a Inglaterra lo hizo por Trinidad y las Antillas menores, arribando en julio de 1611. Posteriormente organizaría dos viajes más a la Guayana en los cuales no participaría.

### Walter Raleigh y Lawrence Kemys, 1617
Luego de su apresamiento en la Torre de Londres, Raleigh fue liberado nuevamente, concediéndosele una nueva patente para realizar otra expedición a Guayana, pero esta vez “bajo amenaza de ley”. Entre las condiciones de esta concesión figuraba, entre otras cosas, la prohibición de atacar a los españoles en el Nuevo Mundo. Es de esta forma que Raleigh vuelve a cruzar los mares en búsqueda del Lago Parima y la ciudad de El Dorado. Al llegar a la desembocadura del río Orinoco, Raleigh comisionó a su capitán Lawrence Kemys para que dirigiese las exploraciones de la Guayana, mientras él se quedó cuidando los barcos, mar afuera. A pesar de las advertencias, Kemys y sus hombres hicieron caso omiso a sus instrucciones, de no atacar a los españoles, quienes en un arrebato de furia arremetieron contra la ciudad española de Santo Tomé de Guayana, con el pretexto de evitar que los españoles los atacaran antes. 
En medio de la noche atacaron los ingleses, muriendo en la escaramuza el hijo de Raleigh. Pronto regresaron con las manos vacías a los barcos, donde Raleigh escuchó las fatídicas noticias de Kemys, quien, sumido en su fracaso y sintiéndose culpable, se suicidó en su camarote. No cabe duda de que a estas alturas Raleigh estaba desesperado por su fracaso y de seguro entristecido por la muerte de su hijo Walt. Sin más remedio que regresar y esperando ser comprendido por el Rey Jacobo, Raleigh volvió a Inglaterra, donde inmediatamente fue arrestado por violar las reglas bajo las cuales se le había concedido la patente. Nada pudieron hacer Raleigh ni sus amigos para salvarle esta vez. Se le dictó la pena de muerte y la ejecución fue sentenciada para el 29 de octubre de 1618. Antes de ser decapitado, Raleigh revisó el hacha para ver si tenía buen filo, lo que demostró una vez más su audacia y valentía. De esta forma y de manera trágica culminó con Walter Raleigh una época de búsqueda desenfrenada de El Dorado, en la cual cientos, si no miles de hombres perdieron su vida detrás del sueño Dorado, pero no sin antes descubrir gran parte del continente sudamericano. 

### Samuel Fritz, 1686-1723

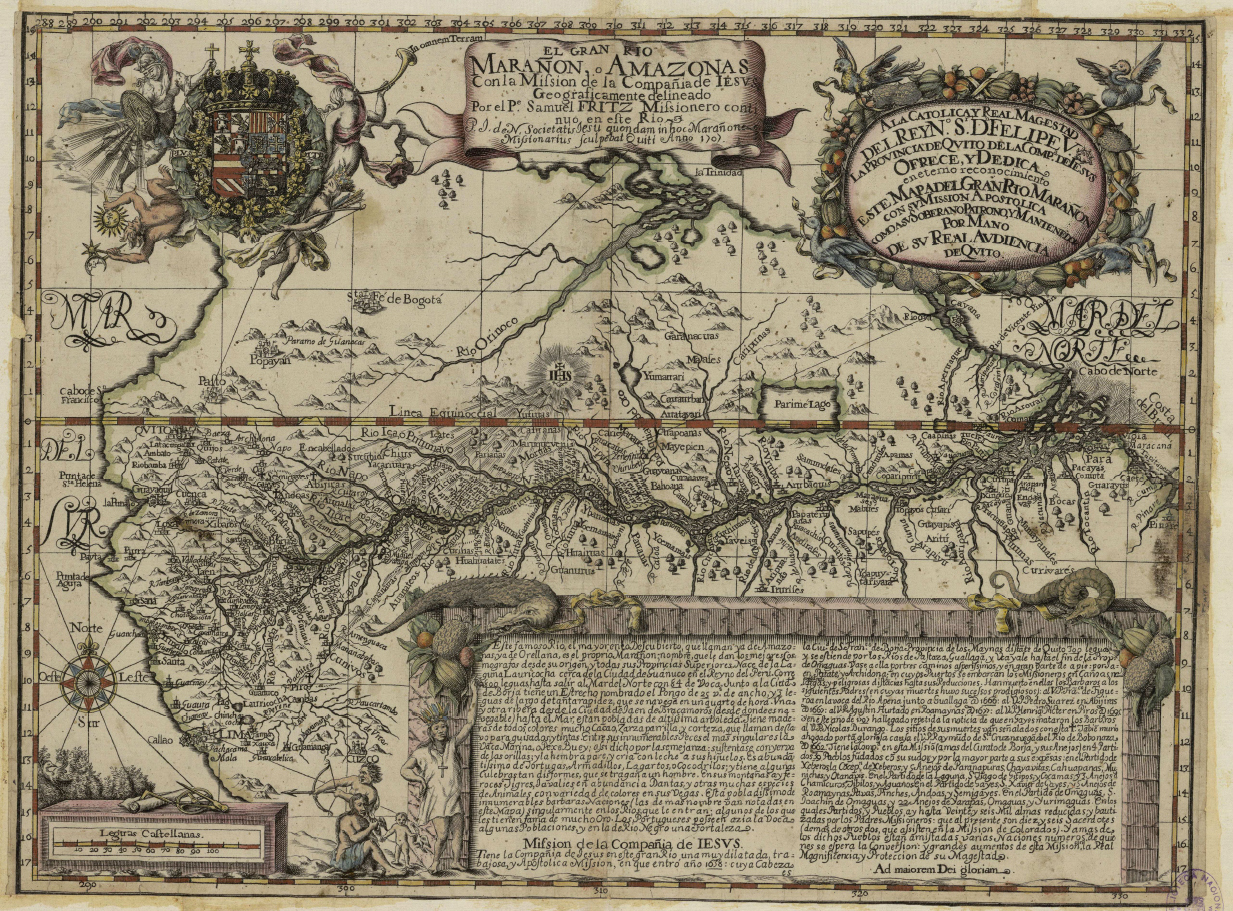
Una de las particularidades del padre Samuel Fritz es que resultó ser un geógrafo meticuloso. Su mapa de 1691 lo realizó después del viaje, cuando se encontraba muy enfermo en la misión de Nuestra señora de las Nieves en 1689. Acerca de este mapa Fritz refiere que no solo le tomó bastante trabajo y esfuerzo, sino que es además el resultado de haber recorrido la mayor parte del curso navegable del río Amazonas. En este mapa se observa claramente la figura del Lago Parima.

Al poco tiempo de haber ingresado a la orden de los jesuitas, el padre Samuel Fritz fue enviado en 1686 al Colegio de los Jesuitas en Quito, desde donde salió para hacerse cargo de la misión de los omaguas y otras tribus localizadas en el río Amazonas. Se convirtió en el primer misionero en predicar el Evangelio por aquellos lugares. El Padre Samuel Fritz estableció muy buenas relaciones con los omaguas, enseñándoles y convirtiéndolos a la fe cristiana. Posteriormente fundará la principal estación misionera de San Joaquín, donde construyó una iglesia. Un tiempo después descenderá río abajo hasta el río Jurimaguas (Yurimaguas), donde fundó una estación misionera en la cual construyó una iglesia dedicada a Nuestra Señora de las Nieves. No cabe duda de que el conocimiento geográfico adquirido por Samuel Fritz durante estos dos viajes, hacia y desde la Misión Pará, quedó plasmado en su mapa del río Amazonas, fechado en 1691, el cual contiene asimismo la primera delineación más aproximada de la corriente principal de ese río y de las desembocaduras de sus afluentes. En las anotaciones del mapa, Fritz explica: “Para mejor conocimiento y general información de este gran río Marañón he hecho este mapa geográfico con no poco trabajo y esfuerzo, habiéndolo navegado en la mayor parte de su curso hasta que es navegable”.
Una de las particularidades del padre Fritz es que resultó ser un geógrafo meticuloso. Su mapa de 1691 lo realizó tras el viaje, cuando se encontraba enfermo en la misión de Nuestra Señora de las Nieves en 1689. Acerca de este mapa, Fritz refiere que no solo le tomó bastante trabajo y esfuerzo, sino que el mismo es además el resultado de haber recorrido la mayor parte del curso navegable del río Amazonas. De acuerdo con Fritz, ninguno de los mapas anteriores a este había dibujado los niveles del río con la debida medición. Hecho que hizo que este mapa siguiera siendo la única fuente confiable de información a los cartógrafos durante muchos años luego de su muerte, además de las notas que anexó a sus dos mapas sobre la topografía, la fauna y la flora del Amazonas las cuales fueron de gran interés y valor científico. En general puede decirse que el mapa contiene la primera delineación más aproximada de la corriente principal del río Amazonas y su desembocadura, así como la relación de sus afluentes. Como se puede apreciar en estas notas, a pie de mapa el Padre Fritz no menciona el lago Parima. Sin embargo, se puede decir que este resulta ser una de las características más notables que figuran en su mapa.

## Las expediciones durante elsigloXVIII

### Las expediciones jesuitas, 1735

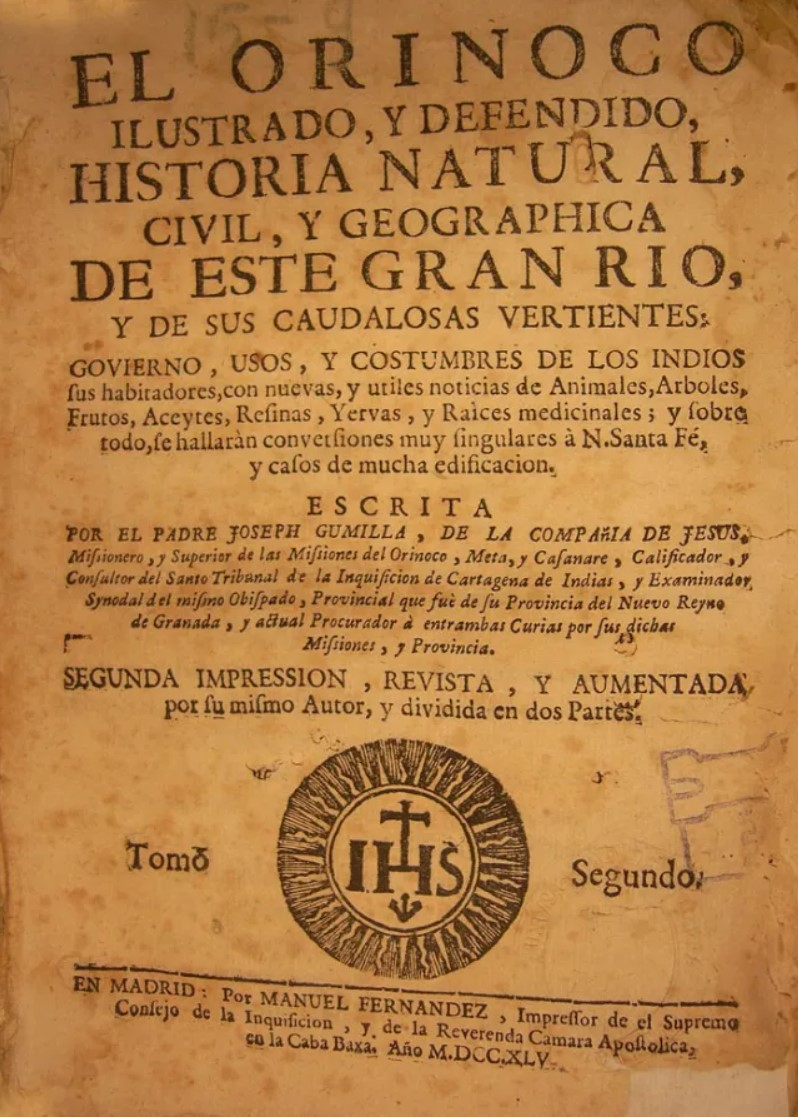
Portada del libro del padre Jesuita Joseph Gumilla, quien no solo publicó el libro “El Orinoco Ilustrado y Defendido”, sino que además propuso que se enviara un ingeniero para levantar un mapa y evaluar las posibles riquezas minerales que pudiesen localizarse a lo largo del río Orinoco.

Entrado el siglo XVIII y con motivo de la reorganización administrativa desarrollada por la monarquía borbónica en América, se creó la Provincia de Guayana, primero como parte del virreinato de Nueva Granada y luego como parte de la Capitanía General de Venezuela. La Provincia de Guayana tuvo su sede en la ciudad de Santo Tomé, la cual tuvo que ser trasladada varias veces y luego fortificada, como consecuencia de los numerosos ataques de los caribes y de los corsarios europeos, quienes pretendían apropiarse de las riquezas. Hacia 1735 ya los Jesuitas no solo estaban instalados en cuatro misiones al menos entre la desembocadura del río Meta y la del Guárico, sino que desarrollaban una intensa actividad por toda esta zona. Entre los misioneros que se encontraban allí estaba José de Gumilla, quien no solo publicó el libro El Orinoco Ilustrado y Defendido, sino que además propuso que se enviara un ingeniero para levantar un mapa y evaluar las posibles riquezas minerales que pudiesen localizarse a lo largo del río Orinoco. 
La edición de la obra de Joseph Gumilla de 1741 contiene un "Mapa de la Provincia y Misiones de la Compañía de Jesús del Nuevo Reyno de Granada". En la leyenda de este mapa se aprecian las siguientes indicaciones: "Ciudad donde ay Colegio de la Compañía", y "Presidio o Real Fuerte, de Ciudades, Ríos y Sitios donde ha muerto algún padre misionero” (1741). El Padre Gumilla menciona en su obra también al “Famoso Dorado o ciudad de Manoa”.  Refiriéndose a ello, Gumilla escribe: “¿Para qué tanta repetición de peligrosas navegaciones? Preguntemos en el Perú y en Quito a otro Pizarro; en Santa Fe de Bogotá, a uno y otro Quesada; en el Marañón, a Francisco de Orellana; y en Meta, a Berrío y otros muchos famosos capitanes: ‘Para qué os afanáis? ¿A qué fin tantas levas, marchas y viajes arduos, difíciles e intolerables?’ Buscamos (dicen) el famoso y riquísimo Dorado; y así, nadie se admire de nuestra resolución y arduo empeño lo que mucho vale es preciso que haya de costar mucho".
Poco después de la publicación de Gumilla apareció un mapa mucho mejor detallado de la región entre las cuencas del río Orinoco y el río Amazonas, elaborado por el jesuita asturiano Bernardo Rotella, cuyo original se encuentra en el Museo Naval de Madrid. Este mapa de Rotella (1747) supera los conocimientos expuestos en el mapa del padre Samuel Fritz. Tal vez uno de los detonantes para la publicación del mapa de Rotella haya sido la información del también jesuita padre Manuel Román, quien pudo navegar entre la zona del alto Orinoco-Casiquiare-Rio Negro. Entre los avances más importantes señalados por esta carta se encuentra el planteamiento del río Orinoco como río íntegramente guayanés, además de mostrar su curvatura. Asimismo representa por primera vez la conexión entre las cuencas del Orinoco y el Amazonas a través del canal del río Casiquiare. 

### Nicholas Horstman, 1738
En 1738 Nicholas Horstman, un cirujano alemán, fue contratado por la Compañía Neerlandesa de las Indias Occidentales, a través del gobernador holandés Laurens Storm van ’s Gravesande, quien lo envió a las cabeceras del Esequibo para descubrir la ciudad de El Dorado y encontrar un pasaje hacia el Amazonas. Horstman exploró las Guayanas y cruzó la línea divisoria hasta el río Negro. Sin embargo, traicionaría a los holandeses, permaneciendo luego con los portugueses. En 1739 Horstman remontó el Esequibo y el Rupununi y luego de pasar por la Laguna Amucu, continuó su navegación por el río Branco hasta el Amazonas. Una copia del mapa del recorrido lo obtendría posteriormente Charles Marie de La Condamine, matemático y geógrafo francés, quien sería conocido más adelante por la medición del meridiano terrestre en la zona del Ecuador durante su expedición a Sudamérica y publicado en 1745. 
El viaje infructuoso de Horstman río arriba hubiera sido de gran ventaja si no hubiera sido por el hecho de que traiciónó a los holandeses, pues gracias a este recorrido demostró que entre el río Branco y el Amazonas que no había comunicación directa entre el río Esequibo y un supuesto Lago Parima, desmintiendo con ello su existencia. La Condamine estudió el recorrido de Horstman, de lo cual escribió en la relación de su viaje por la América Meridional.

### Charles-Marie de La Condamine, 1743

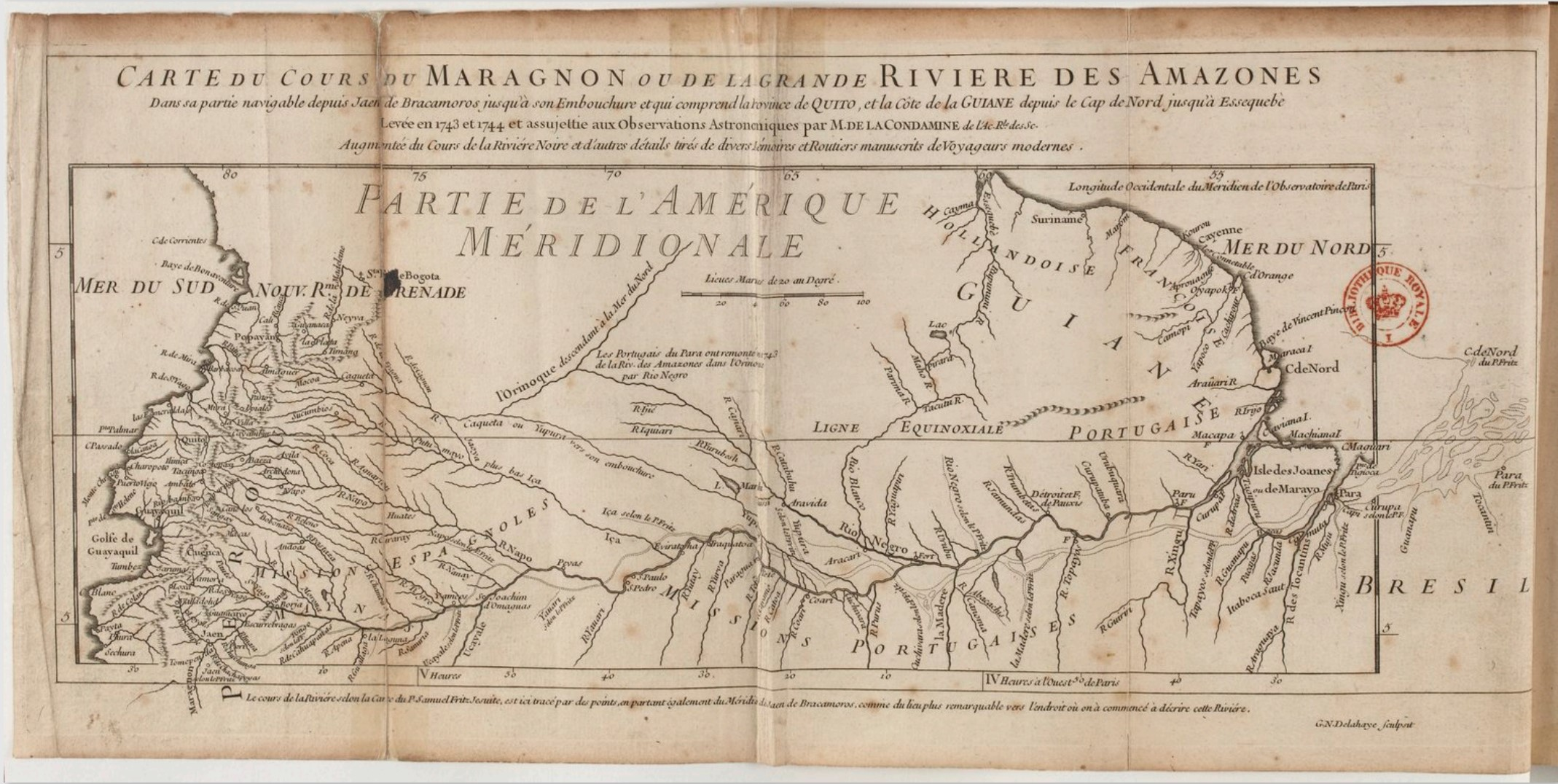
La Condamine efectuó un viaje por la región amazónica acompañado por Pedro Vicente Maldonado y Sotomayor, matemático de Quito, quienes comenzaron navegando río abajo por el Marañón hasta el Amazonas. Durante el viaje realizó un mapa muy preciso, corroborando y corrigiendo informaciones a partir del mapa del padre Samuel Fritz, a quien menciona en su escrito.

Charles-Marie de La Condamine fue un renombrado matemático y cartógrafo debido a sus exploraciones científicas en el continente sudamericano. De igual forma resultó ser una de las figuras más atractivas de la Ilustración francesa. Mientras estuvo en el ejército, La Condamine aprendió el arte de la geodesia, una disciplina con muy pocos profesionales expertos en ese entonces. En 1735 fue elegido para formar parte de la expedición de la Academia de Ciencias de Francia a los Andes. El objetivo del proyecto era medir el arco de meridiano, de un grado de latitud, en el ecuador, lo cual serviría para calcular la circunferencia exacta de la Tierra, determinando su verdadera forma y resolviendo con ello la controversia entre Isaac Newton y los seguidores de René Descartes en cuanto a si la Tierra estaba achatada en los polos o si era una esfera perfecta. Los resultados de la expedición a los Andes no solo fueron de interés teórico, sino que a partir de ese momento, tuvieron además un valor práctico para la navegación.
Al finalizar sus mediciones en la zona ecuatorial, La Condamine, en vez de viajar a Europa vía Panamá, a lo largo de la ruta planificada, navegó, acompañado por Pedro Vicente Maldonado y Sotomayor, matemático de Quito, río abajo por el Marañón hasta el Amazonas, haciendo un propio mapa muy preciso, pero también a veces corroborando y otras corrigiendo el anterior mapa del padre Samuel Fritz, a quien también menciona en su escrito. En su relación del viaje, La Condamine no solo hace referencia a la exploración de Orellana por el río Amazonas, sino que de igual manera se remite a las fábulas del Lago Parima y El Dorado, mencionando al río Yquiari como fuente de oro en la región; y que según relata La Condamine, el padre Acuña describió este como el río de Oro. También hace referencia a los indios manaos, perseguidos por las incursiones esclavistas lusas en el río Negro, quienes en una ocasión el padre Fritz los vio comerciando con oro proveniente del río Yquiari. Por otra parte, La Condamine, en su Relation (1778), estableció sin dudas, aunque errando en el trazo de los ríos, la existencia de la comunicación entre el río Negro y el río Orinoco. Sin embargo, mucho antes en 1742, el padre Manuel Román no solo había comunicado a las autoridades españolas acerca de la llegada de los portugueses al alto Orinoco, navegando desde el Amazonas, sino que él mismo había hecho la navegación entre el río Negro y el río Orinoco a través del caño Casiquiare, lo cual comunicó al rey en una carta fechada en 1749.

### Manuel Centurión Guerrero de Torres, 1772

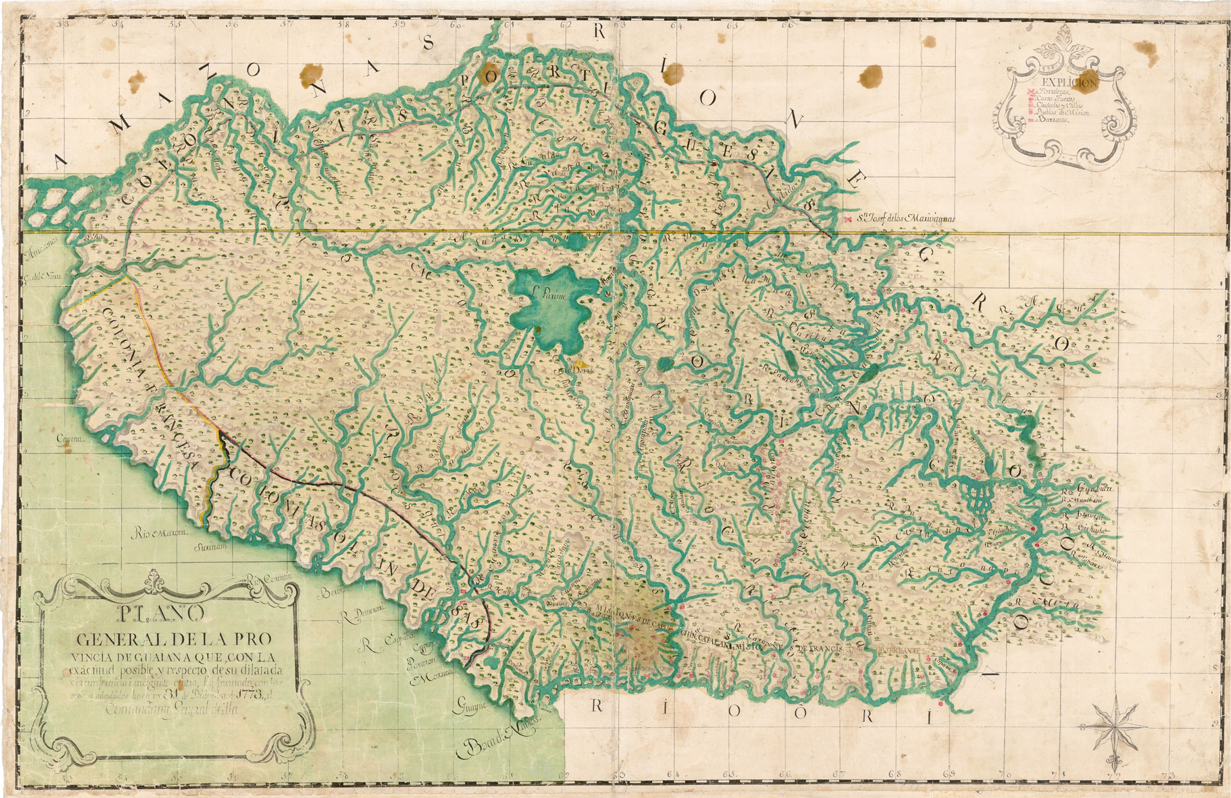
”Plano general de la provincia de Guaiana que con la exactitud posible y respecto de su dilatada circunferencia e incógnito centro ha formado con las noticias adquiridas hasta oy 31 de Diziembre de 1773 el comandante general de ella” (Manuel Centurión Guerrero de Torres).

Las últimas tres expediciones hacia el Parima fueron organizadas por el gobernador de Guayana Manuel Centurión entre 1772 y 1775, las cuales causaron hacia el final un conflicto con los portugueses, quienes avanzaban de igual forma por estos territorios desde el río Amazonas. Estas exploraciones dejaron claro que no había una ciudad dorada ni un Lago Parima en estas regiones, ya que, por medio de los encuentros violentos entre portugueses y españoles en el río Branco y sus afluentes, se había terminado el espacio desconocido en estas regiones. Los planes de Centurión de explorar el territorio guayanés encontraron efectivamente escasa colaboración por parte de los misioneros capuchinos, incluso su oposición. Hacia 1770, su proyecto de llegar al Parima se hizo público. Centurión no solo solicitó recursos al Virrey y al Consejo de Indias para su expedición al Parima, sino que además justificó el gasto con la amenaza tanto de la presencia portuguesa como holandesa. Por otra parte, se planteó el acercamiento al Parima por medio de la fundación de pueblos intermedios, de manera de llegar más fácilmente.
En 1772 recibió Centurión la aprobación del rey por parte del Consejo de Indias. De esta forma, el teniente de artillería Nicolás Martínez, acompañado por dos padres franciscanos, un sargento, un cabo, doce soldados, dos intérpretes y un cosmógrafo, parten hacia las sabanas del Parima navegando por el río Caura. Desde el alto Caura, esta expedición pasó posteriormente al río Paragua, donde se encontraron con los refuerzos enviados por Centurión. Sin embargo, las crecidas de los ríos les impiden continuar, por lo que cuatro meses después estaban de retorno en Barceloneta. A continuación, Centurión preparó en 1773 una nueva expedición mucho más organizada, la cual se plantea remontar el río Paragua, esta vez con 125 indígenas bien armados al mando del teniente Díez de la Fuente. Luego de remontar el río Paragua y fundar la ciudad de Guirior, un grupo de hombres liderados por el cabo Isidoro Rendon se trasladó por el río Uamara hasta el río Uraricoera (Parime), el cual navegaron hasta su confluencia con el río Tacutu, cercano a lo que ellos pensaban era el lago Parima.

## Las expediciones durante elsigloXIX

### Alexander Humboldt y Aimé Bonpland, 1799–1803

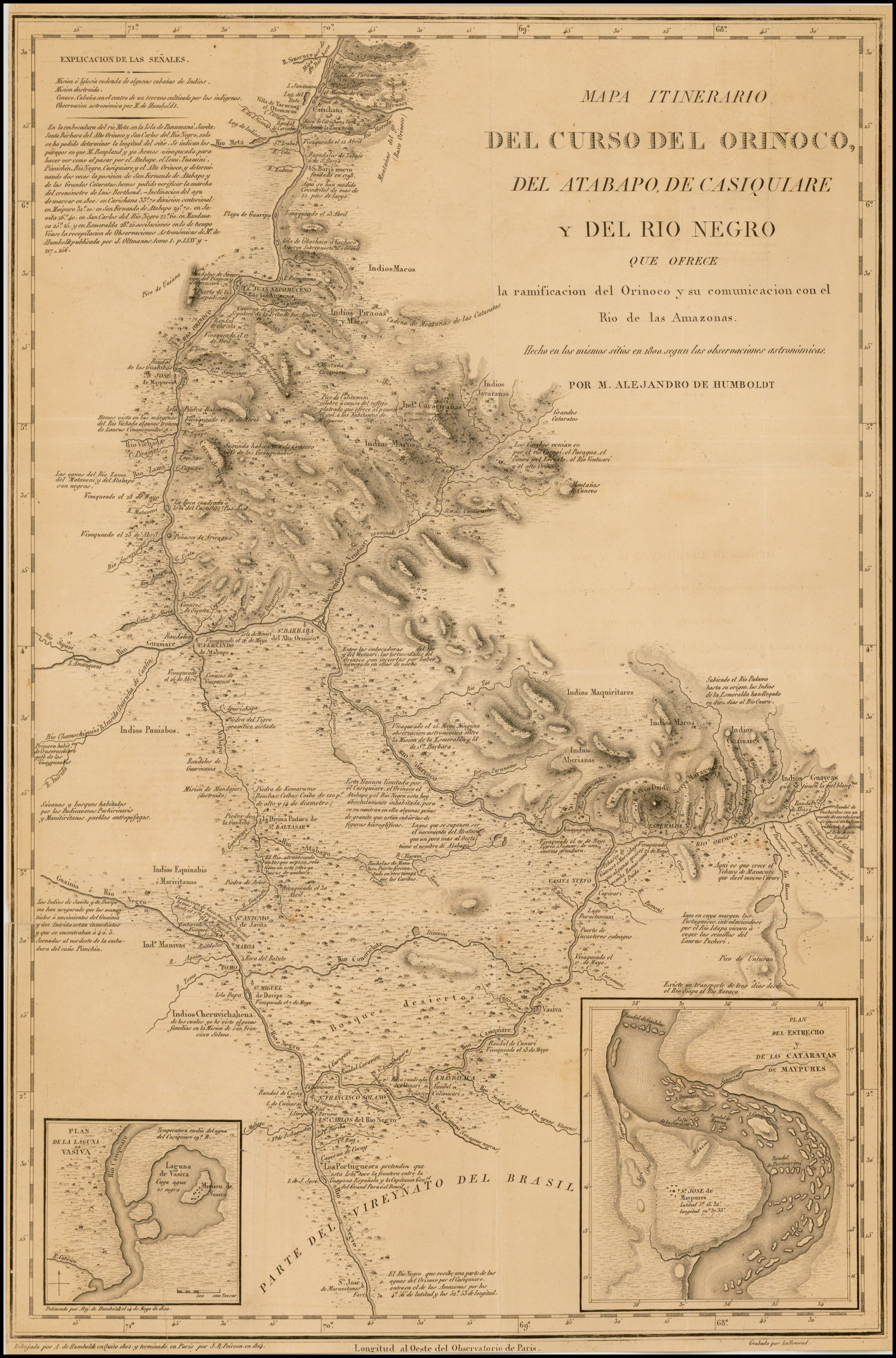
Mapa del curso del Orinoco, de Atabapo a Casiquiare por Alexander von Humboldt elaborado a partir de 1800. Tomo III, Libro VIII. Viage a las Regiones Equinocciales del Nuevo Continente (1799 hasta 1804).

A principios del siglo XIX surgieron unos nuevos tipos de exploradores en el mundo, quienes definitivamente marcaron el comienzo de la era de la exploración científica. Entre ellos figuraban antropólogos, biólogos, ingenieros, botánicos y empresarios, los cuales se dedicaron a la exploración genuina de la región. Entre quienes sobresalieron en estas exploraciones encontramos el geólogo prusiano Alexander von Humboldt y el botánico francés Aimé Bonpland, quienes a comienzos de 1800 realizaron varias expediciones entre las cuencas del río Orinoco y el Amazonas. No cabe duda de que estos exploradores siguieron los vagos senderos que dejaron atrás Nicolás de Federmán, Philipp von Hutten, Antonio de Berrío y Walter Raleigh.
Humboldt dedica una gran parte de su narración al tema de El Dorado y la Laguna de Parima. En este sentido escribe que en Europa ya nadie creía en las riquezas de Guayana, ni en el imperio del gran Paititi o la ciudad de Manoa, recubierta de planchas de oro macizo. Sin embargo, reconoce que los geógrafos de entonces aún conservaban su ubicación en el mapa. De acuerdo con sus escritos, no cabe la menor duda de que Humboldt estaba muy al tanto del mito del Dorado; desde los relatos de Raleigh acerca de la madre del oro o del padre Cristobal de Acuña, refiriéndose al Dorado de los omaguas y el Lago Manoa, hasta los más recientes relatos del padre Samuel Fritz y las planchas de oro que este pudo apreciar, las cuales comerciaban los indios manaos a finales del siglo XVII en las cercanías del actual territorio de los Manaos. Humboldt trató de dar una explicación a la fábula de la Laguna de Parima. En este sentido refiere cómo en la conjunción del río Caroní con el Paragua existe un mar o gran lago, denominado Casipa por los indios casipagotos, al cual Raleigh estimó unas 13 leguas de anchura, y en el cual se hallaban arenas e incluso pepitas de oro.
Tiempo después de su exploración por el Orinoco, Humboldt se dirigirá posteriormente a Colombia, donde investigará de igual manera las leyendas acerca del hombre dorado. En este sentido, Humboldt también exploró el lago sagrado de Guatavita, al este de las minas de sal de Zipaquira. Al llegar al lago, Humboldt afirma, en su relación de viaje, que a sus orillas vio los restos de una escalera labrada en la roca misma, la cual servía para las ceremonias de la ablución. Los indios le contaron que allí se arrojaba tanto oro en polvo como vajillas del mismo metal, a manera de ofrendas rituales, a los ídolos de Guatavita. También pudo apreciar la brecha que abrieron los españoles al mando de Antonio de Sepúlveda para tratar de drenar el lago.

### Charles Waterton, 1812
Charles Waterton fue un explorador y naturalista inglés que viajó a la Guayana Inglesa en 1804 para hacerse cargo de las plantaciones de su tío cerca de Georgetown. No cabe duda de que Waterton se sintió atraído por los relatos acerca de El Dorado y el Lago Parima por los exploradores que le habían antecedido. En este sentido, en su libro refirió que, de acuerdo con el nuevo mapa de América del Sur, el Lago Parima, o mar Blanco, debería estar a tres o cuatro días a pie del río Demerara. Preguntando a los indios si había tal lugar o no, y describiendo que el agua era fresca y buena para beber, un indio viejo, que parecía de unos sesenta años, dijo que había tal lugar y que él había estado allí. Sin embargo, supuso que el Lago Parima del que hablaron los indígenas era probablemente el río Amazonas. Waterton intuyó que, como muchos lugares bajos de estas espaciosas planicies, adquieren un poco la apariencia de un lago durante las lluvias periódicas, por lo que no es improbable que este sea el lugar que ha dado origen a la supuesta existencia del famoso Lago Parima, o El Dorado.
A lo largo de su recorrido por el río Demerara, Waterton interrogó a muchos de los indios que encontraba si existía un lugar como el Lago Parima o El Dorado. No tardó mucho en darse cuenta no solo de que todo este asunto del Lago Parima resultaba ser parte de una imaginación colectiva, sino que además se debía tener mucho cuidado al dar crédito a estas historias, ya que, de lo contrario, uno podría desviarse del camino. Navegando por el interior de la Guayana, Waterton accedió a los límites de la frontera portuguesa donde se encuentra el fuerte llamado Fuerte de San Joaquín. Estando allí preguntó a un viejo soldado sobre la existencia del Lago Parima o el Mar Blanco, quien le respondió: "He estado más de cuarenta años en la Guayana portuguesa, pero nunca me he encontrado con nadie que haya visto el lago”. Del mismo modo y a pesar de las dudas, Waterton concluye en su relato con esta frase en latín “Grammatici certant, et adhuc sub judice lis est”, que traducido significa: “Los gramáticos discuten, y el caso aún está bajo juicio”.

### Robert Schomburgk, 1841
Robert Schomburgk nació en Friburgo (Alemania) en 1804. Hijo de un pastor protestante prusiano, recibió educación tanto en geología como en ciencias naturales. Desde muy joven se sintió atraído por los viajes de exploración, sobre todo por su marcado interés en la botánica. En 1827 partió hacia América y el Caribe. A pesar de que Schomburgk no tenía mayor experiencia en topografía, la Royal Geographical Society (RGS) le encargó que fuera a la Guayana Británica para realizar estudios topográficos. Las colonias de Esequibo, Demerara y Berbice fueron cedidas oficialmente al Reino Unido en el tratado anglo-neerlandés de 1814 ratificado en el Congreso de Viena en 1815, consolidándose posteriormente en 1831 como Guayana Británica. Luego de estas primeras exploraciones en 1834, la Royal Geographical Society encargó a Schomburgk que dirigiera una de sus primeras exploraciones financiadas al interior de la Guayana Británica en el noreste de América del Sur. La expedición partió en octubre de 1835 hacia la parte superior del río Esequibo, el río más largo de Guayana. En noviembre estaba retrasada la expedición cuando todos los miembros enfermaron de disentería y se vieron obligados a regresar en diciembre, cuando el inicio de la temporada de lluvias hizo que viajar por el río fuera demasiado peligroso.
En 1841, el gobierno británico encargó a Schomburgk que regresara a América del Sur para explorar, inspeccionar y establecer límites a lo largo de la frontera entre Guayana y Venezuela. La "Línea Schomburgk" resultante fue significativa en los asentamientos fronterizos a finales de la década de 1890. Sin embargo, los límites propuestos por Schomburgk serían disputados por todas las partes hasta principios del siglo XX. Robert Schomburgk, al igual que Waterton y Humboldt antes que él, tampoco escapó al encanto de El Dorado o el Lago Parima, del cual estuvo seguramente muy atento cuando visitó el alto Orinoco en Venezuela. Sin embargo, reconoció que tales fábulas se debían a las inundaciones que se producían anualmente en las llanuras y las sabanas, por donde discurren los ríos Parima, Tacutu y Rupununi, hecho que a su juicio dio origen a la fábula del Mar Blanco, o Laguna Parima o El Dorado.

### Jacob van Heuvel, 1844

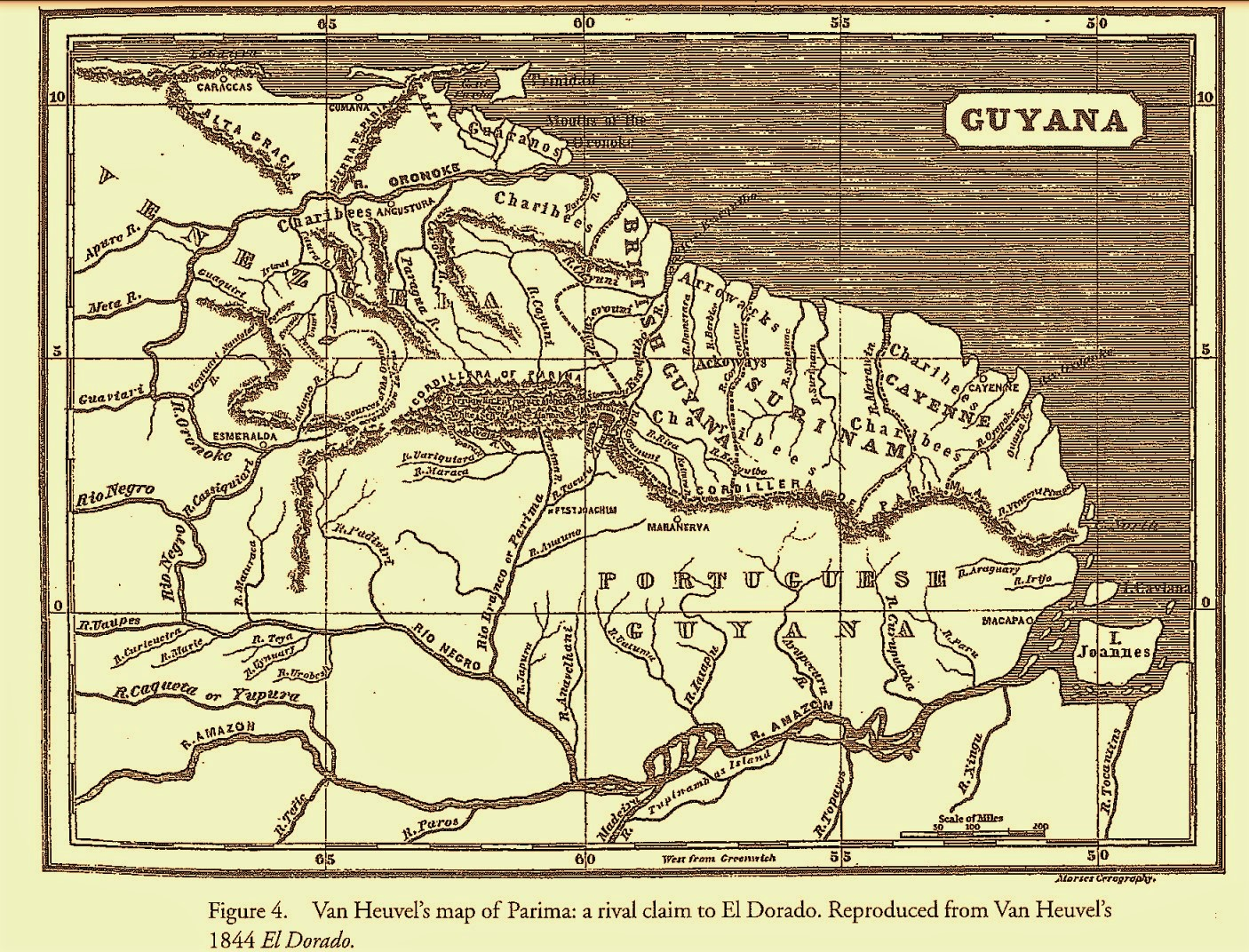
Mapa del Lago Parima de Van Heuvel, concordante con las opiniones de los cartógrafos Danville y La Cruz, quienes no solo afirman que hay tal lago en esta región, sino que además proponen que los brazos de los ríos Cuyuni y Mazaruni también nacen de este, evidenciando que la hipótesis de Luis de Surville, de que este se trataría del Lago Amucu, es incorrecta.

En 1844, el autor estadounidense Jacob Adrien van Heuvel, un estudiante de Derecho y graduado en la Universidad de Yale, publicó un relato del viaje que hizo a Guayana entre 1819 y 1820, en el que buscó pruebas de la existencia de El Dorado y el Lago Parima. Relata van Heuvel en su libro que para resolver el problema de la existencia del Lago Parima, decidió remontar el Esequibo hasta sus fuentes para explorar toda la región en la que se ha posicionado tradicionalmente el lago Parima. Van Heuvel fue capaz de navegar hasta los primeros rápidos, ocasión en la que arribó hasta un poblado indígena a unas pocas millas antes de la confluencia del río Mazaruni con el Esequibo. En este punto supo que había un cacique caribe llamado Mahanerwa, el cual había llegado recientemente a ese lugar hace 10 años, y quien se encontraba afectado por una epidemia que se había desatado con fuerza en esos territorios.
Van Heuvel concluye diciendo que los diferentes relatos que ha recibido respecto al Lago Parima, concuerdan con las opiniones de los cartógrafos Danville y La Cruz, quienes no solo afirman que hay tal lago en esta región, sino que además proponen que los brazos de los ríos Cuyuni y Mazaruni también nacen de este, evidenciando que es incorrecta la hipótesis de Luis de Surville, de que este se trataría del lago Amucu. Por otra parte, concuerda con la idea de Humboldt de que este lago podría ser resultado de la inundación de una gran extensión de tierra. Sin embargo, no apoya su opinión de que este lago esté formado por el lago Amucu y el desbordamiento de los afluentes del Branco. A sus parece, el lago Parima claramente parece ser claramente un cuerpo de agua distinto, tal como lo dibuja el cartógrafo holandés Jacob Hartsinck en un mapa publicado con su obra, quien lo sitúa a cierta distancia del lago Amucu.

## Las expediciones durante los siglosXXyXXI

### Roland Stevenson, 1973 -2007
Roland Stevenson fue un investigador de origen germano-americano que nació en Chile y posteriormente se mudó a Brasil en 1964. Además de dedicarse a la pintura, escribió varios libros, hizo estudios antropológicos e incluso trabajó en pro de los niños Yanomamö en el interior del Amazonas brasileño. Stevenson empezó sus observaciones en 1973. Sin embargo, no fue hasta 1977 que comenzó verdaderamente sus investigaciones, las cuales, sin que él se lo imaginara, lo llevaron a buscar El Dorado y el lago Parima. Stevenson pensaba que El Dorado era un santuario, al cual se llegaba tras pasar por un estrecho camino de selva, conocido como Nhimini-wi, donde se enterraba a los indígenas con sus pertenencias de oro, ya que según antiguas creencias supersticiosas, no era conveniente hacerse con las pertenencias de los fallecidos. De acuerdo con la creencia de que El Dorado no era un hombre, sino una región, Stevenson propone que este sería el lugar del que provenía -según los españoles- todo el oro que obtuvieron de los incas en sus recorridos por los Andes. 
Para Stevenson este lugar del Dorado estaba asociado a la isla de Maraca, entre los ríos Parima e Uraricoera, donde el suponía que convergían las rutas del comercio de minerales entre distintos pueblos indígenas. En su libro conecta estas rutas con la descripción que hace Domingo de Vera en 1593, en el sitio del paso, en las montañas de Pacaraima, quien observó que los indios llevaban adornos de oro. Además de investigar el sitio de El Dorado, Stevenson también se interesó por la leyenda del Lago Parima. En este sentido basó su existencia a partir de las rutas indígenas que corrían paralelas al ecuador desde los Andes hacia las Amazonas, indicando que tales rutas marcarían el extremo meridional del lago en dirección hacia el este, al cual se refiere como Parima o Rupununi, y que localiza en su libro al norte del Estado de Roraima.

### José Miguel Pérez-Gómez, 1984-2022

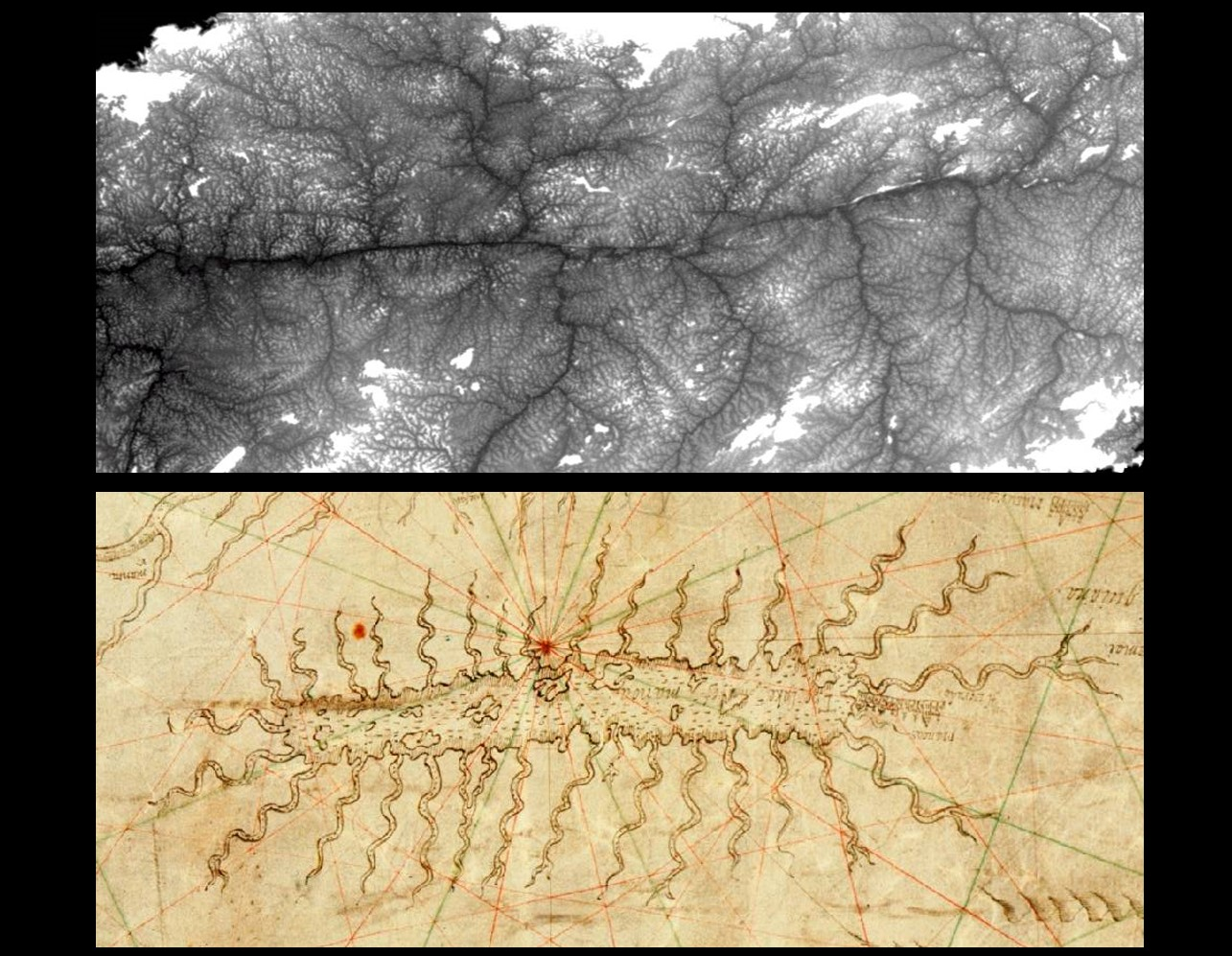
Imagen de radar mostrando ríos convergiendo hacia un centro en la zona de estudio, similar a los ríos que se muestran en el mapa de Raleigh. En este lugar, el equipo de investigadores fue capaz de probar la existencia de un lago en el pasado utilizando sistemas de información geográfica (SIG). Imagen tomada de Pérez-Gómez et al., 2019 (DLR).

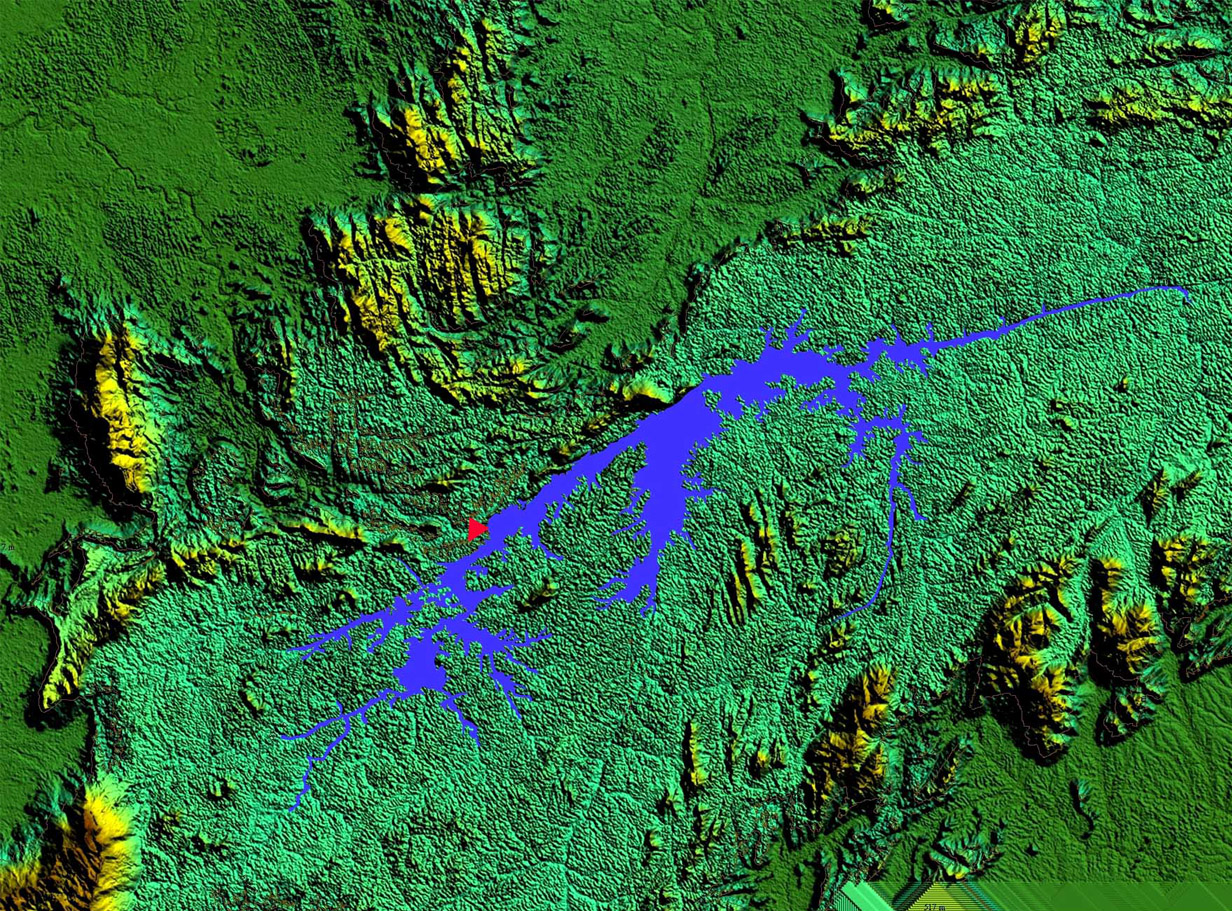
Modelo de elevación digital (DEM) SRTM ~90m DEM mostrando la proyección de la inundación a partir de la cota 517m mediante el programa Global Mapper en 2007. El triángulo rojo indica el sitio propuesto por donde el lago se vació. La imagen muestra un “rift lake” mucho más largo que ancho y controlado por una serranía, similar a aquel dibujado por Raleigh en su mapa de 1595. Imagen tomada de Pérez-Gómez et al., 2019 (DLR).

José Miguel Pérez-Gómez es un arqueólogo y explorador venezolano. Con más de 40 años de exploraciones en las tierras altas de Guayana, ha organizado y liderado más de 100 expediciones, descubriendo nuevas regiones geográficas, así como numerosos sitios arqueológicos en Venezuela. En 1984 comenzó sus primeras exploraciones en búsqueda del Lago Parima, pero solo a partir de 2007 empezó a recabar evidencias científicas que apuntaban a la posible existencia de un lago fósil en una remota región inexplorada en el sur de Venezuela. Desde 2007 ha encabezado un equipo de investigadores internacionales y ha realizado ocho expediciones en búsqueda del Lago Parima. En octubre de 2019, el equipo de Pérez-Gómez presentó los resultados de sus investigaciones en el congreso científico TerraSAR-X / TanDEM-X Science Team Meeting, celebrado en la Agencia Aeroespacial Alemana (DLR), en Oberpfaffenhofen, Alemania. 
Los resultados de estas investigaciones se derivan de una gran cantidad de datos recopilados durante sus múltiples expediciones, así como del análisis de fuentes históricas, tradiciones orales indígenas y estudios arqueológicos y geológicos. Dichos estudios han utilizado recientemente sensores remotos satelitales, los cuales permitieron detectar desde el espacio una enorme depresión sobre el terreno, la cual contuvo alguna vez un enorme lago. Estos estudios incluyeron datos obtenidos de las misiones topográficas de radar del transbordador (SRTM) de la NASA, el instrumento Landsat Enhanced Thematic Mapper Plus (ETM+), y los sensores de radar de apertura sintética (SAR) TanDEM-X del Instituto de Microondas y Radar (DLR). Gracias a estas novedosas tecnologías satelitales, los investigadores pudieron reconstruir un lago fósil y también identificar el lugar por donde se vació. Con base en un modelo de proyección de inundación SIG, los cálculos de inundación para el área propuesta del lago revelaron un cuerpo de agua mucho más largo que ancho, casualmente localizado en el mismo espacio geográfico y similar al lago que muestra el mapa original que Sir Walter Raleigh realizó en 1595 con la información que había obtenido tanto de Antonio de Berrío como de los indios a quienes entrevistó.